# Helmstatt

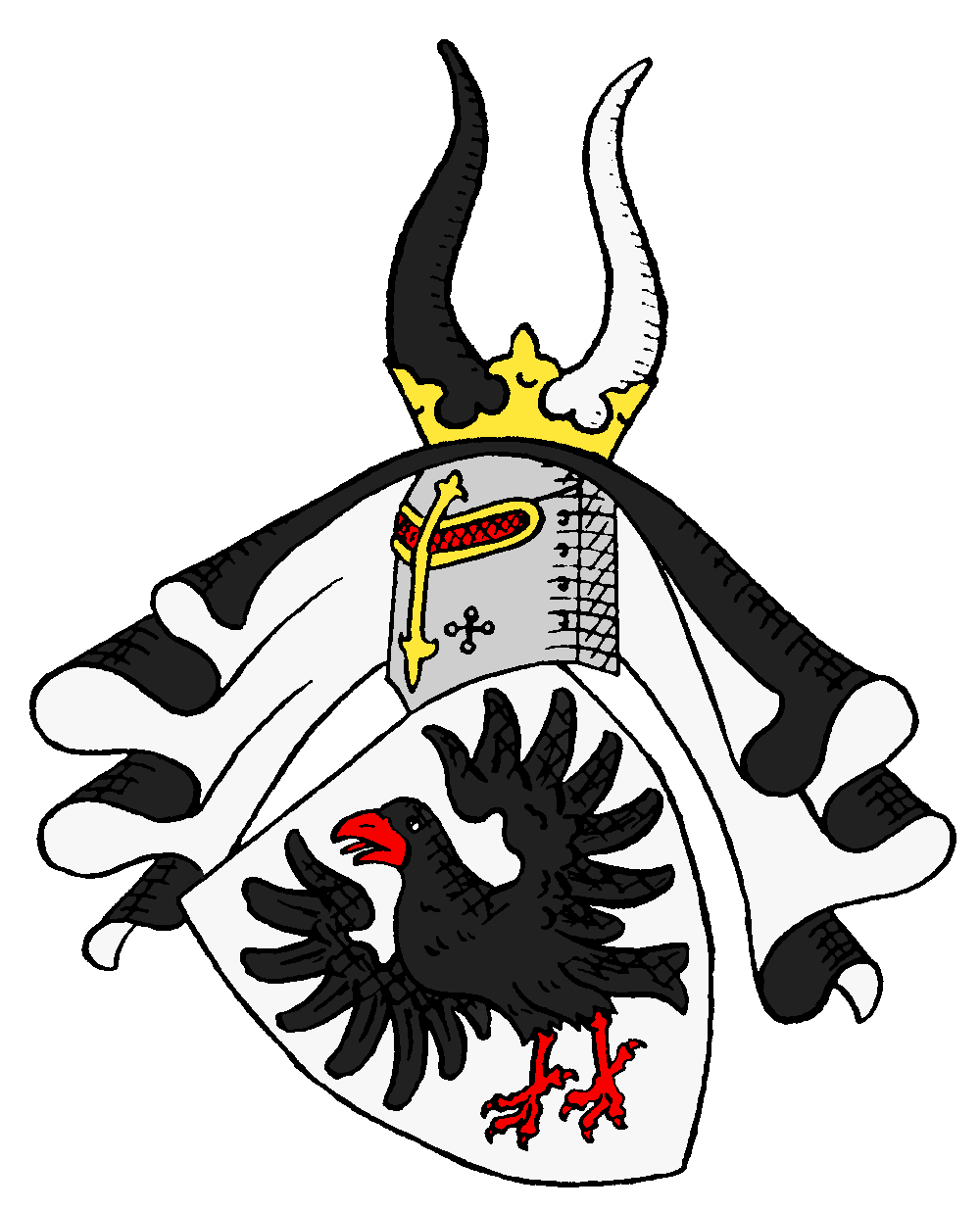
Wappen derer von Helmstatt

Die Herren von Helmstatt waren ein Adelsgeschlecht, das von der Ministerialität in den niederen Adel aufgestiegen war und seit dem 13. Jahrhundert Besitz im Kraichgau und Odenwald, später auch in Lothringen hatte und mehrere Bischöfe von Speyer stellte. Sie sind eines Stammes mit den Göler von Ravensburg und den Herren von Mentzingen. Namengebender Stammsitz der Familie war der Ort Helmstadt im heutigen Rhein-Neckar-Kreis. Die Hauptlinie saß im benachbarten Neckarbischofsheim, wo sich mehrere Schlösser befanden und wo in der dortigen Totenkirche die Grablege der 1952 im Mannesstamm ausgestorbenen und nur noch durch Adoption fortgeführten Familie ist.

## Geschichte

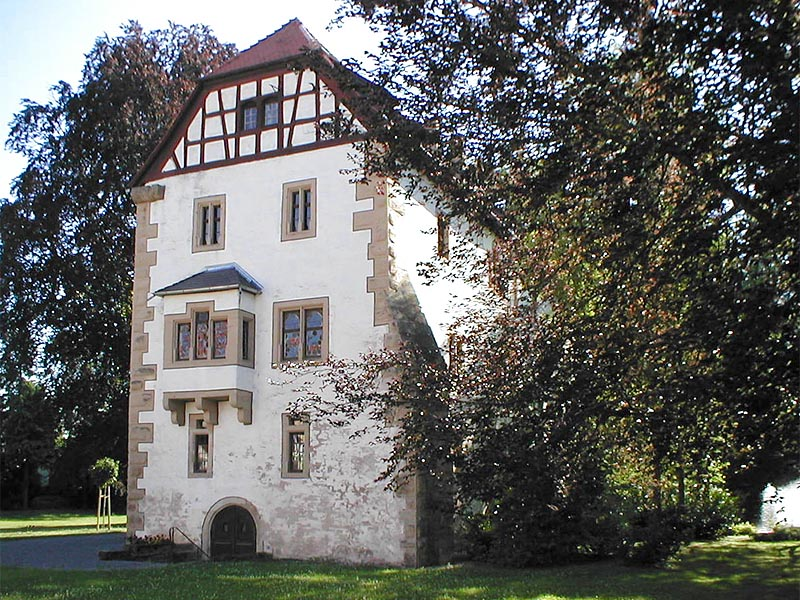
Altes Schloss Neckarbischofsheim, Stammsitz der Hauptlinie der Helmstatt ab dem 13. Jahrhundert

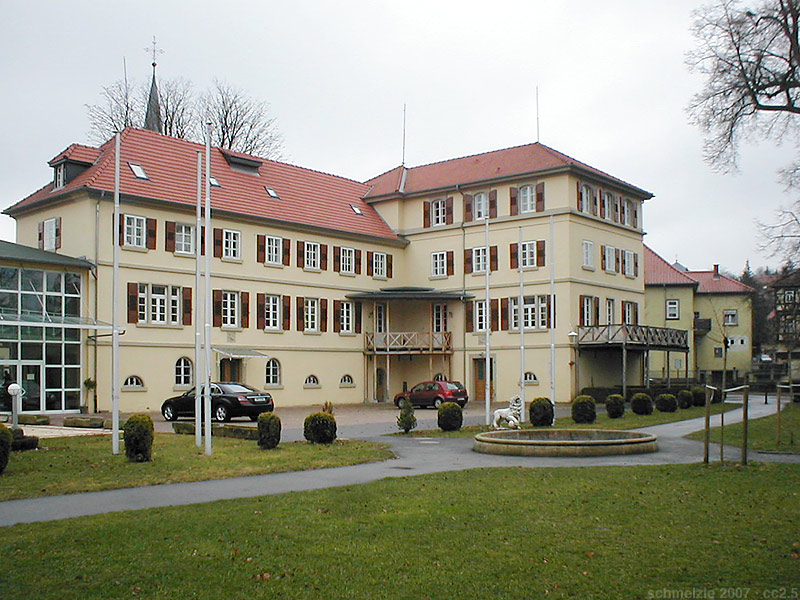
Das Neue Schloss in Neckarbischofsheim, erbaut 1829

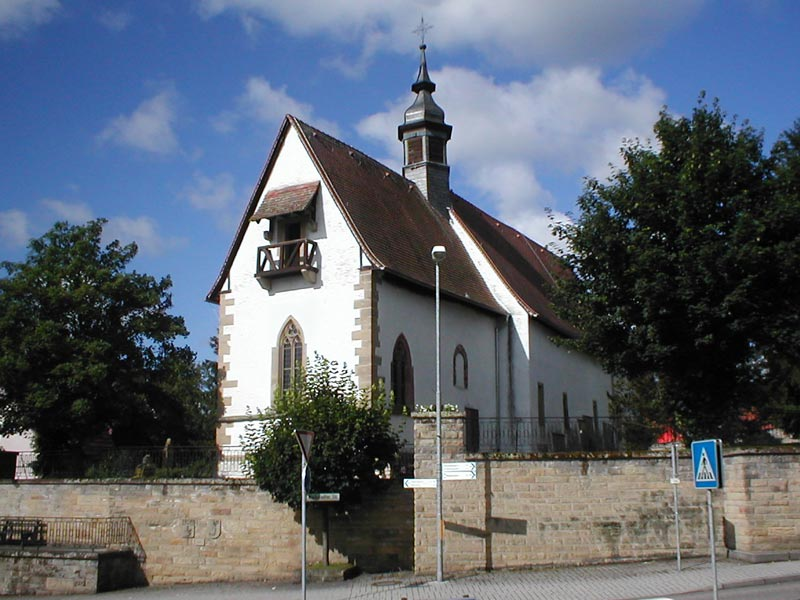
Die Bischofsheimer Totenkirche ist eine bedeutende Grablege derer von Helmstatt, dort befinden sich über 40 historische Grabmale bis zurück ins 14. Jahrhundert

Raven von Wimpfen wird im Jahr 1190 als Laienzeuge erwähnt. Er wird gelegentlich als gemeinschaftlicher Stammvater der Geschlechter Helmstatt, Göler von Ravensburg und Mentzingen bezeichnet. Verschiedentlich wird der Name des Ortes Rappenau als „Rabans Aue“ mit ihm in Verbindung gebracht. Er war um 1212 bis 1220 der Erbauer der Ravensburg bei Sulzfeld (Baden). Das Geschlecht erscheint unter seinem jetzigen Namen erstmals im Jahr 1229 urkundlich mit einem Heinrich von Helmstatt, Sohn des staufischen Ministerialen Raban von Wimpfen. Die Söhne von Heinrichs Neffen Dieter von Helmstat dem Älteren (urkundlich 1258–1291) begründeten um 1300 vier Familienlinien: die Linie Helmstadt (ausgestorben 1694), die (Haupt-)Linie Bischofsheim, die Linie Steinach (ausgestorben 1396) und die Linie Rappenau (ausgestorben im Stamm Rosenberg 1557, im Stamm Rappenau-Bonfeld 1628).
Hauptsitz der wichtigsten Linie Bischofsheim war ab 1274 das dem Stammsitz in Helmstadt benachbarte Bischofsheim, das Dieter von Helmstatt als Reichslehen bekam und wo sich heute noch drei Schlösser der Familie befinden: Das Alte Schloss geht auf die 1274 erwähnte Burg zurück und enthält noch Wandmalereien aus dem 15. und 16. Jahrhundert, das Neue Schloss wurde im 19. Jahrhundert anstelle des Neuen Steinhauses aus dem späten 14. Jahrhundert errichtet und das Alexanderschloss wurde 1545 erstmals erwähnt.
Die Familie stand in Diensten der Pfalzgrafen bei Rhein und bekam zahlreiche weitere Güter zu Lehen. Weiprecht I. (1343–1408) war kurpfälzischer Rat und erreichte es, dass auch drei seiner Söhne in den Rat der Kurpfalz aufgenommen wurden, darunter Weiprecht II. († 1421), der Kanzler König Ruprechts war. Unter Weiprechts I. weiteren vier Söhnen, die den geistlichen Stand einschlugen, wurde Raban von Helmstatt († 1439) Bischof von Speyer und Erzbischof von Trier, später kamen weitere zwei Speyrer Bischöfe aus der Familie von Helmstatt.
Mit dem Zuwachs an Besitztümern und durch Erbteilung spaltete sich die Bischofsheimer Linie zunächst in einen Weiprechtschen Stamm (nach Weiprecht I.) und einen Rabanschen Stamm (nach Raban III., 1336–1393, Bruder Weiprechts I.) auf. Aus diesen Stämmen entwuchsen wiederum verschiedene nach ihren Sitzen und Besitztümern benannte Äste: Der Weiprechtsche Stamm unterteilt sich in den Ast Bischofsheim (ausgestorben 1558), den Ast Oberöwisheim (später: Hochhausen), den Ast Durcastel/Hingsingen mit Besitztümern in Lothringen, und den Ast Grumbach (ausgestorben 1563). Der Rabansche Stamm unterteilt sich in den Ast Helmstadt-Waibstadt und den Ast Helmstadt-Fürfeld. Nach dem Aussterben einer Linie bzw. eines Astes trat zumeist ein anderer in die Erbfolge ein, mehrere Erbfolgen wurden auch durch Adoption beeinflusst.
Im 15. und 16. Jahrhundert stellten die Helmstatt drei Bischöfe, 20 Domherren, mehrere Vögte, Hofmarschälle und Deutschordenskomturen und vereinten damit in Teilen ihres Einflussgebiets in Kraichgau und Odenwald weltliche und geistliche Herrschaft auf sich. Die Helmstatt gehörten ab 1561 dem Ritterkanton Kraichgau an und waren überwiegend reformatorisch gesinnt. Die Familie war auch Mitglied im Ritterkanton Odenwald, der zum fränkischen Ritterkreis gehörte. Auf Philipp von Helmstatt zu Grumbach (1496–1563) geht die Reformation in Bischofsheim, Hasselbach, Flinsbach und Berwangen zurück.
Die größte Macht- und Besitzfülle hatte wohl der kurpfälzische Marschall Johann Philipp von Helmstatt zu Bischofsheim, Durcastel und Hingsingen (1545–1594), dem als einzigem Erben die umfangreichen Besitztümer seiner Großväter Johann II. († 1539) und Philipp († 1563) zugefallen waren und der 1592 außerdem einen verschuldeten Familienzweig in Lothringen entlöste.
Ab 1624 hatten die Helmstatt auch Besitz in Handschuhsheim. Sie besaßen dort die Tiefburg und errichteten später dort das Freiadlige Gut als Herrensitz.
Im Dreißigjährigen Krieg war das Lehen der Obergimperner Linie zeitweise von Bayern eingezogen und 1636 an den Reitergeneral Johann von Werth vergeben worden, um nach dem Friedensschluss 1648 wieder an die Obergimperner Helmstatt zurückzukommen, bevor diese 1684 ausstarben und das Lehen an die Grafen von Yrsch kam. Der Stammsitz in Helmstadt ging nach dem Tod des schwachsinnigen Wolf-Adam von Helmstatt 1694 an die verschwägerte Familie von Berlichingen-Rossach. Der Besitz in Oberöwisheim, wo das Schloss abgebrannt war, wurde von Damian Hugo von Helmstatt (1719–1782) im Jahr 1751 gegen ein Lehen in Hochhausen eingetauscht.
Der Familienzweig in Lothringen erwarb 1738/42 die an die Herrschaft Hingsingen angrenzende Grafschaft Mörchingen (Morhange) und den damit verbundenen Grafentitel. Pleickard Maximilian August Comte de Morhange et de Helmstatt (1728–1802) adoptierte 1773 Damian Hugos Sohn Franz Ludwig von Helmstatt (1752–1841) aus dem Zweig Oberöwisheim-Hochhausen, über den der Grafentitel auf den Ast Hochhausen überging. Mit ihm wurde die Hauptlinie der Familie außerdem wieder katholisch. Allerdings waren die linksrheinischen Güter Franz Ludwigs verschuldet und wurden verkauft oder später von Frankreich konfisziert. Während der Französischen Revolution berief er sich 1792 auf Reichsunmittelbarkeit. 1806 erfolgte vollends die Mediatisierung der adeligen Herrschaftsverhältnisse, allerdings blieb der französische Grafentitel erhalten.
1795 starb im Alten Schloss Neckarbischofsheim Carl Christoph von Helmstatt. Da er keine Söhne hatte, erlosch mit seinem Tod die evangelische Linie der Herren von Helmstatt. Dass mit Pleickard Maximilian ein Katholik das Erbe übernahm, führte zu Unstimmigkeiten zwischen ihm und der lutherisch orientierten Ritterschaft des Kraichgaus.

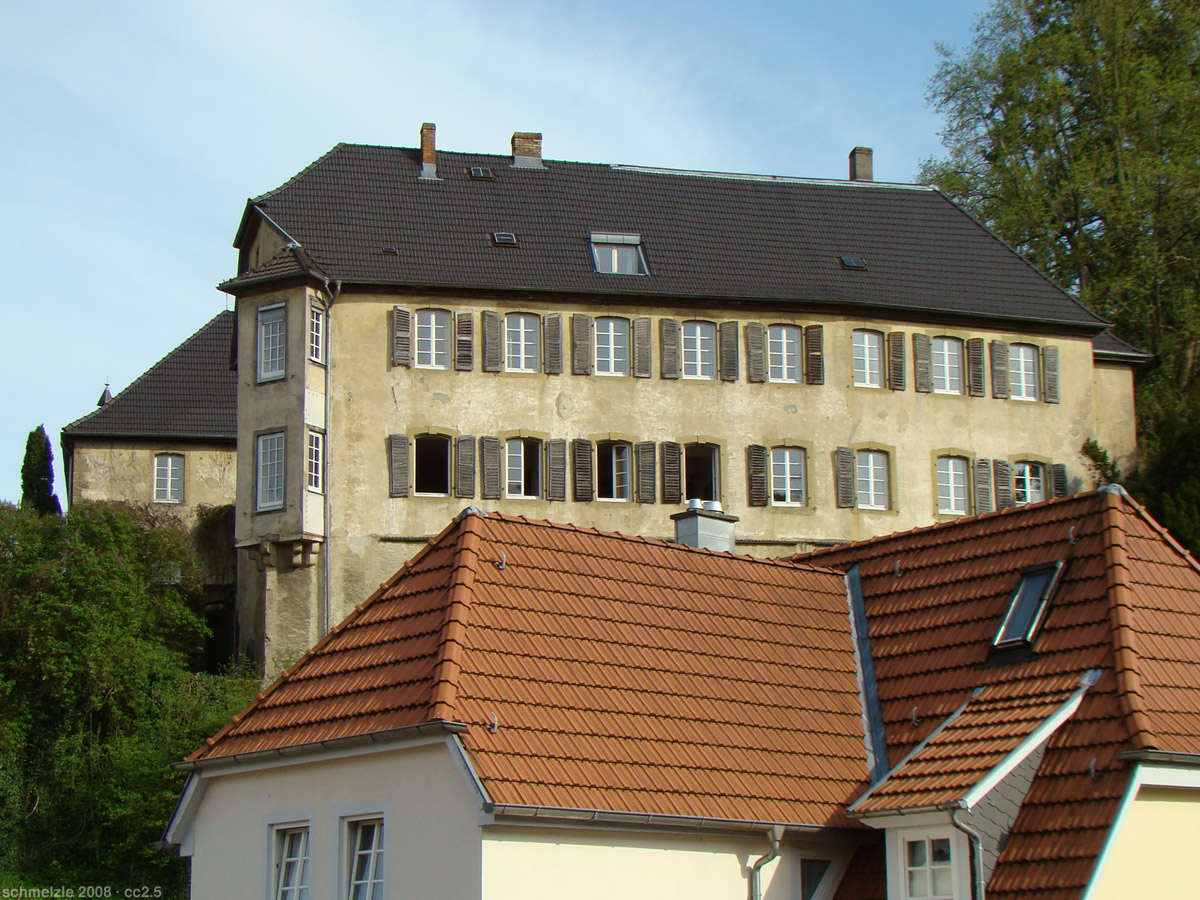
Im Schloss Hochhausen besteht die Familie dem Namen nach bis heute fort.

Um 1750 erwarben die Herren von Helmstatt den Ort Hochhausen und Damian Hugo von Helmstatt erbaute 1770 auf den Überresten der früheren Burg das Schloss Hochhausen. Im 19. Jahrhundert bildete der Ast Hochhausen die letzte Nachfahrenlinie, die noch verschiedenen Grundbesitz im Großherzogtum Baden hatte. Die Familie erlosch im Mannesstamm mit dem Tod der kinderlosen Brüder Bleickard von Helmstatt (1871–1952) und Franz von Helmstatt (1874–1956), die letzte geborene von Helmstatt verstarb 1966. Heute besteht lediglich noch eine 1951 von Bleickard durch Adoption geschaffene Nachfahrenlinie, die den Namen trägt.

## Wappen

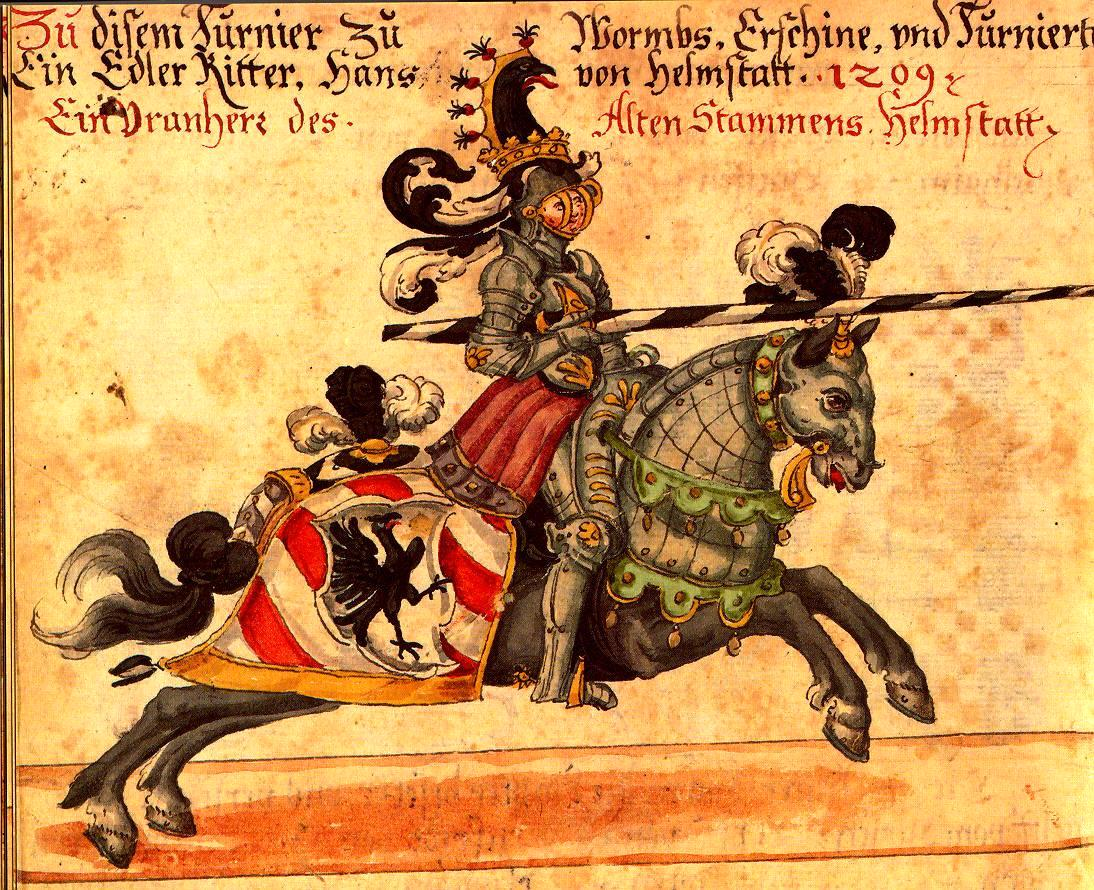
Turnierbuch der Herren von Helmstatt um 1600

Das Stammwappen zeigt in Silber einen rot bezeichneten schwarzen (streitenden) Raben mit ausgebreiteten Flügeln und offenem Schnabel. Auf dem Helm mit schwarz-silbernen Decken ein schwarzes und ein silbernes Büffelhorn.
Das Wappentier, der Rabe, war Namenspate für die Vorfahren derer von Helmstatt, die Herren von Ravensburg, sowie für mehrere Raban von Helmstatt. Das Wappen soll auf Ritter Rabanus um 930 zurückgehen, der nach spätmittelalterlichen Quellen zu Ehren König Heinrichs I., des Vogelstellers, einen Vogel als Wappentier gewählt haben soll. Diese literarisch belegte Herleitung ist umstritten, denn Raben und Krähen sind regionaltypische Vögel des Kraichgaus, so dass dieser regionale Bezug zutreffender sein dürfte.
Die verschiedenen Familienlinien unterschieden sich lediglich durch ihre Helmzier. Die Helmstatt zu Bischofsheim hatten zwei Büffelhörner, die Helmstatt zu Helmstadt einen Rabenhals.

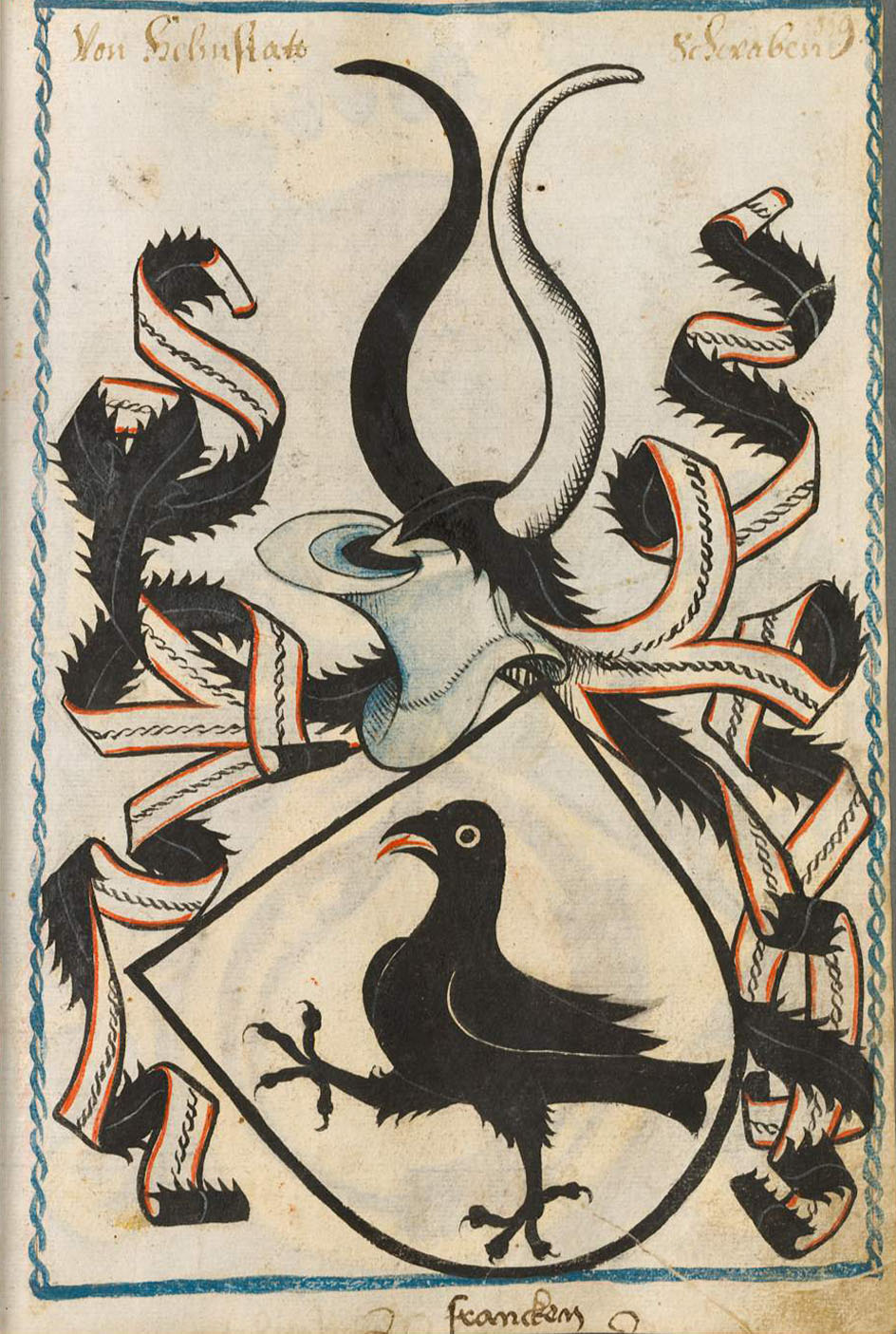
Helmstatt-Wappen im Scheiblerschen Wappenbuch
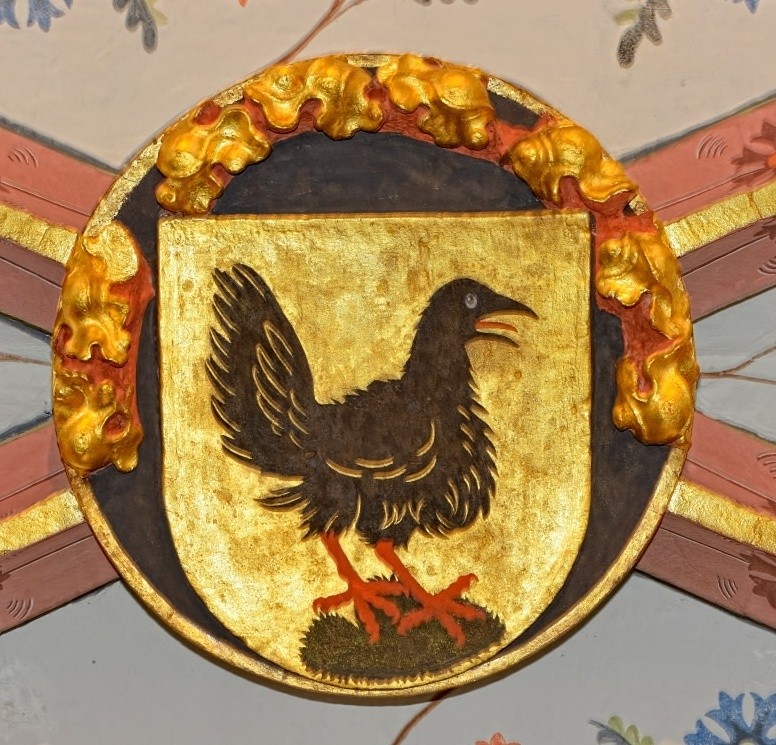
Familienwappen des Bischofs Raban von Helmstatt (um 1420), Stiftskirche Neustadt an der Weinstraße
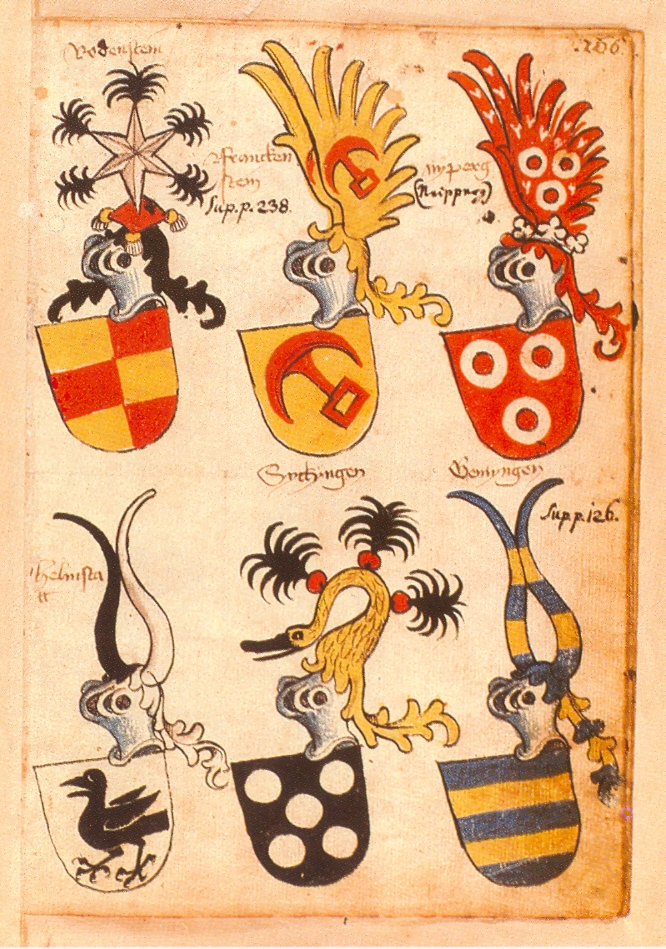
Helmstatt-Wappen im Ingeram-Codex (unten links)
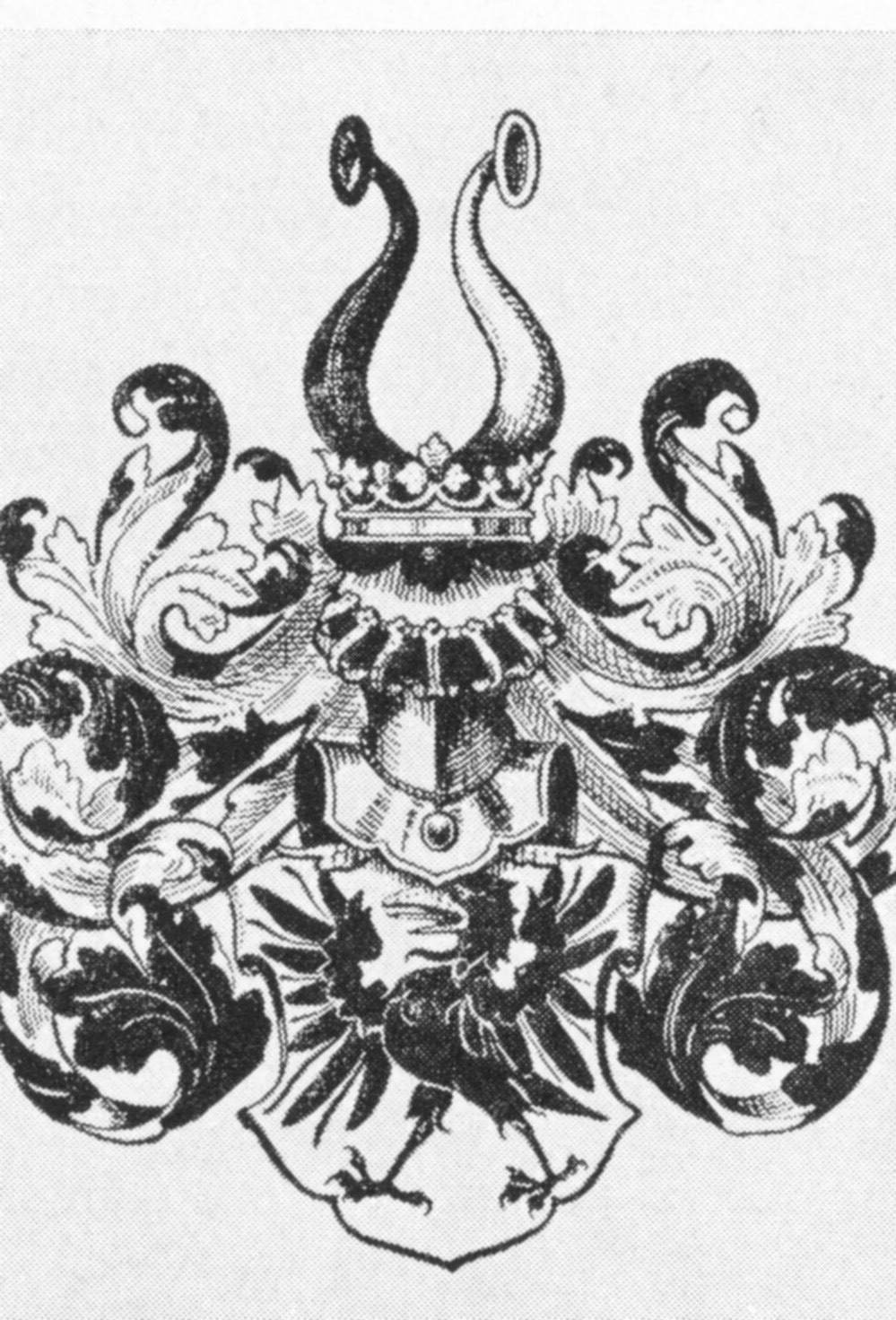
Wappen derer von Helmstatt
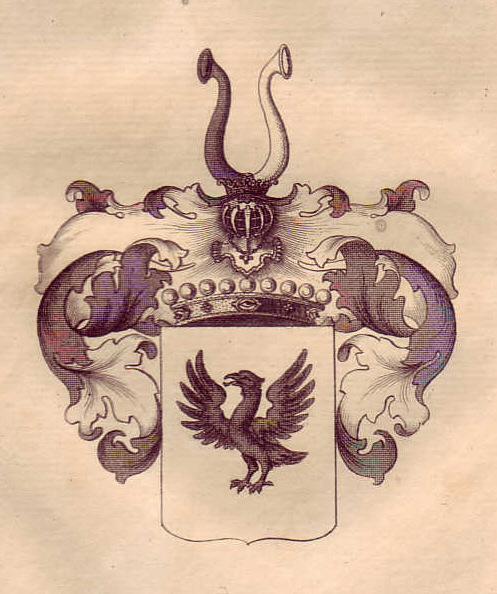
Darstellung um 1830
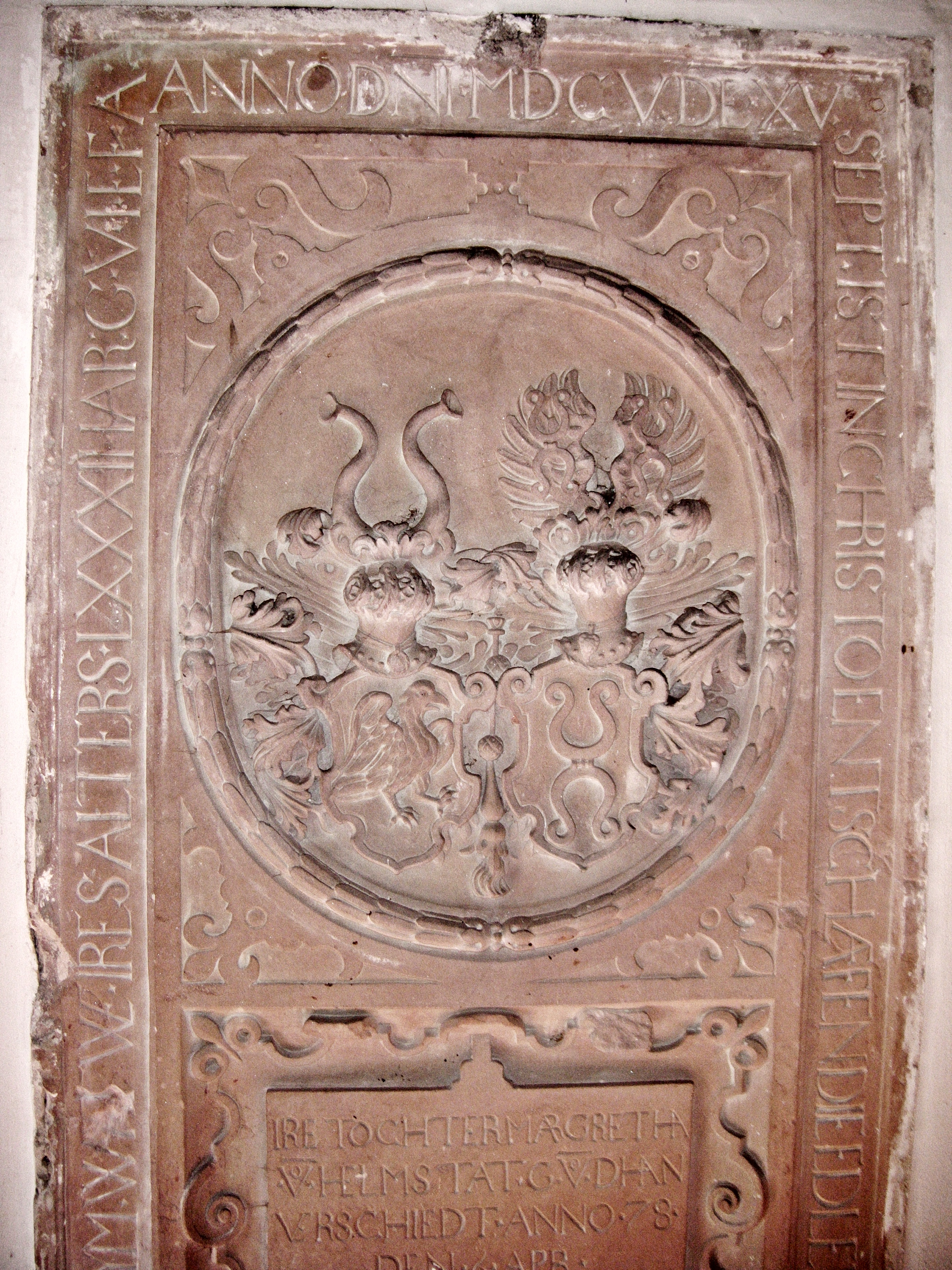
Wappen vom Epitaph der Agatha von Helmstatt, geb. Eckbrecht von Dürckheim († 1605), Protestantische Kirche (Heuchelheim bei Frankenthal)

## Bedeutende Vertreter
- Die Familie soll auf einen Ritter Rabanus zurückgehen, der um das Jahr 930 von König Heinrich I. zum Ritter geschlagen worden sein und in Sulzfeld die Ravensburg errichtet haben soll. Auf ihn soll auch das Wappentier, der Rabe in Anlehnung an den Beinamen Vogler bzw. Vogelsteller des Königs, zurückgehen. So ist es zumindest in den „Antiquitates Göleriana“, einer Familienchronik der Göler von Ravensburg um 1600 zu lesen. Da Heinrich I. sein Beiname erst später zugeschrieben wurde und auch Ritterwappen erst ab dem frühen 12. Jahrhundert üblich waren, bezweifeln Historiker die Ritter-Rabanus-Legende. Das „Historische und Geographische Lexikon“ von Johann Brandmüller aus dem Jahr 1726 führt die Familie ebenfalls auf Ritter Rabanus zurück, nennt dessen Sohn Karl Göler von Ravensburg als Stammherren derer von Ravensburg und dessen jüngsten Sohn Ulrich als den ersten von Helmstatt, der im Schloss von Helmstadt seinen Sitz nahm. Die Verwandtschaft derer von Ravensburg und derer von Helmstatt ist unbestritten, beide Familien tragen auch dasselbe Wappen. Vor 1229 gibt es jedoch keine urkundlichen Belege für die von Helmstatt.
- Raban von Wimpfen (* 1157?; † nach 1220), erstmals erwähnt 1190, angeblicher Nachfahre des Rabanus und bedeutender staufischer Reichsministerial, hat um 1220 den Bergfried der Ravensburg errichtet. Zu seinen Besitztümern soll damals auch Rabans Aue (das heutige Bad Rappenau) gehört haben. Er gilt als der früheste gesicherte Vorfahre derer von Helmstatt und hatte vier Söhne, darunter Dieter und Raban von Ravensburg und Heinrich von Sulzfeld.
- Heinrich von Sulzfeld wird 1229 erstmals als Heinrich von Helmstatt beurkundet. In Helmstadt bestand einst eine Wasserburg, von der heute nur noch ein renaissancezeitlicher Ziehbrunnen kündet. Da Heinrich kinderlos starb, fiel der Besitz in Helmstadt an seine Neffen Dieter (* 1248), Conrad und Hertwich, Söhne des Dieter von Ravensburg.
- Dieter (der Ältere) von Helmstatt (* 1248; † nach 1291) erhielt 1274 die Burg in Bischofsheim von Rudolf von Habsburg als Reichslehen. Auf ihn geht vermutlich der erste Bau des Alten Schlosses („Steinernes Haus“) in Bischofsheim zurück. Seine Brüder Conrad und Hertwich starben kinderlos, so dass auch deren Besitzanteil an die Nachkommen Dieters ging. Er hatte sechs Söhne, deren große Altersunterschiede auf zwei Ehen schließen lassen. Sein abermals Dieter genannter Erstgeborener († 1299) war ab 1279 Stiftspropst in Wimpfen. Vier seiner weiteren Söhne begründeten die vier Familienlinien: Raban der Ältere († vor 1311) die Linie Rappenau, Raban I. der Jüngere († 1344) die Linie Bischofsheim, Gerungus I. († 1307) die Linie Helmstadt und Konrad I. (1278–1335) die Linie Steinach.

### Linie Bischofsheim
- Raban I. (der Jüngere) von Helmstatt († 20. September 1344), Bruder von Raban dem Älteren, begründete die Linie Bischofsheim, deren Helmzier zwei gedrehte Büffelhörner, eines schwarz, das andere silbern waren. Er erwarb 1329 fünf Höfe in Grombach sowie den Weiler Büchelbach, den heutigen Oberbiegelhof. Er hatte zwei Söhne: Raban II. († 1343) und Dieter († 1344), außerdem die Tochter Isengard.
- Raban II. von Helmstatt († 11. März 1343), Sohn Rabans I., war Lehnsherr über Neckarbischofsheim und nach 1338 kurzzeitig auch Lehnsherr der Burg Hornberg. Er war mit Adelheid Rüdin von Collenberg verheiratet und Vater von Raban III. (* 1336) und Weiprecht I. (1343–1408). Er starb im März 1343, als seine beiden Söhne noch minderjährig waren. Diese gelangten in die Obhut ihres Onkels Dieter, der jedoch im Juni 1344 ebenfalls verstarb. Ihr Großvater Raban I. bewirkte im Juli 1344, zwei Monate vor seinem Tod, dass der Wormser Bischof Salomon das Bischofsheimer Lehen auf die beiden minderjährigen Knaben übertrug.

#### Rabanscher Stamm
- Raban III. von Helmstatt (* 1336, † 29. November 1393) war bis 1378 gemeinsam mit seinem Bruder Weiprecht I. Lehnsherr über Bischofsheim. Er war verheiratet mit Anna Adelheid von Ehrenberg († 9. Januar 1377). Raban verkaufte 1378 nach dem Tod seiner Frau seinen Bischofsheimer Anteil an seinen Bruder Weiprecht, behielt aber seine Anteile an Helmstadt, Bonfeld, Fürfeld und Waibstadt. Seine Nachkommen begründeten den Rabanschen Stamm
- Bastian und Burkhardt von Helmstatt (Söhne des Reinhard) verkauften den Besitz in Fürfeld am 21. April 1516 an die Herren von Gemmingen. Bastian von Helmstatt blieb noch bis 1538 Lehnsherr über Treschklingen, bis auch dieses Lehen an Eberhard von Gemmingen veräußert wurde.
- Der Rabansche Stamm erlosch 1627 mit Heinrich von Helmstatt zu Waibstadt (1554–1627), verheiratet mit Sara von Helmstatt zu Helmstadt (* 1542; † 13. Juni 1616). Für Sara war dies bereits die dritte Ehe. Heinrich und Sara hatten zwar einen Sohn, Georg Philipp von Helmstatt († 1619), doch war dieser als pfalzgräflicher Burgvogt zu Birkenfeld ohne Nachkommen geblieben und bereits vor dem Vater gestorben.

#### Weiprechtscher Stamm

Raban von Helmstatt, Bischof von Speyer (1396–1438) und Trier (1430–1439). Gemälde aus dem 18. Jahrhundert

- Weiprecht I. von Helmstatt (* 1343; † 5. Dezember 1408; auch: Wiprecht der Alte), pfälzischer Vogt im Oberamt Bretten, hatte gemeinsam mit seinem Bruder Raban III. die Lehnsherrschaft über Bischofsheim und Helmstadt sowie ab 1368 über drei Viertel von Obergimpern und Untergimpern. Er erwarb das alleinige Lehen über Bischofsheim von seinem Bruder am 24. Juni 1378. Am 20. April 1380 erwarb er von Graf Rudolf III. von Hohenberg auch ein anteiliges Lehnsrecht über Flinsbach (heute Ortsteil von Helmstadt-Bargen) und wurde im selben Jahr Lehnsherr über Gondelsheim bei Karlsruhe. Er war als einflussreicher pfälzischer Rat Geldgeber und enger Vertrauter des Pfalzgrafen Ruprecht III., der 1400 König des Heiligen Römischen Reiches wurde und ihn 1401 als Berater seines Sohnes und Reichsverwesers Ludwig III. und später als Gesandten zu Herzog Friedrich von Österreich und zum Schwäbischen Städtebund entsandte. Weiprecht I. war verheiratet mit Anna von Neipperg († 1415) und hatte sieben Söhne, die er begüterte und denen er zu Ratspositionen der Kurpfalz oder geistlichen Positionen im Domstift Speyer verhalf: Raban (IV.) von Helmstatt (1362–1439) wurde 1396 Bischof von Speyer und 1430 Erzbischof von Trier und führte die Machtexpansion seines Vaters konsequent fort; Conrad († 1392) wurde Domherr zu Speyer, verstarb jedoch bereits mit etwa 23 Jahren; Eberhard († vor 1404) und Reinhard der Jüngere († 1404) hinterließen jeweils nur eine Tochter, die Bischofsheimer Linie wurde daher von den anderen drei Söhnen fortgeführt: Reinhard dem Älteren († 1399) (Ast Bischofsheim), Weiprecht II. (1369–1421) und Hans I. († 1422) (Ast Oberöwisheim-Hochhausen und Ast Grumbach).
- Weiprecht II. von Helmstatt (* 1369; † 25. April 1421) war Deutschordenskomtur, folgte um 1392 seinem Vater in das Vogtsamt zu Bretten, hatte ab 1409 die Hochgerichtsbarkeit in Oberöwisheim und 1420 das Vogtrecht in Oppenheim. Er verheiratet mit Elisabeth von Handschuhsheim († 1430) und hinterließ drei Söhne und drei Töchter. Seine Nachfahren bildeten den Oberöwisheimer Ast der Familie.

##### Bischofsheimer Ast
- Reinhard der Ältere von Helmstatt († 13. November 1399) war Vater von Weiprecht III. († 1478) und Hans († 1476) und begründete einen Ast der Linie Bischofsheim, der jedoch 1558 wieder erlosch. Zu seinen Nachfahren zählen:
- Weiprecht III. von Helmstatt (* 1392; † 1478), verheiratet mit Getze von Werberg († 1465), war vermutlich Bauherr der später Alexanderburg benannten Bischofsheimer Burg, erhielt 1426 die Steinacher Hinterburg von Bischof Raban auf Lebenszeit zu Lehen, die er bedeutend umbaute, und 1442 auch noch die Steinacher Mittelburg als Pfand. Zeitweise besaß er auch die Hälfte der dortigen Vorderburg. Die Hinterburg ging nach seinem Tod auf seinen Neffen Martin († 1490, Sohn von Hans) über. Martin war verheiratet mit Else von Weingarten. Ihre Tochter Mia von Helmstatt († 1496) war verheiratet mit Blicker XIV. Landschad von Steinach, dem Erbauer der Kirche in Neckarsteinach, deren Schlusssteine im Chor die Wappen der Landschad und Helmstatt zeigen.
- Alexander I. von Helmstatt († 1536), war Ortsherr in Bischofsheim zur Zeit der Bauernunruhen. 1524 machte er zwar in einem Vertrag Zugeständnisse an die örtlichen Bauern, konnte diese damit aber nicht auf Dauer zufriedenstellen. Als der „Kraichgauer Haufen“ im Frühling 1525 nach der Zerstörung der Burg Steinsberg und Verhandlungen in Hilsbach von Truppen des Schwäbischen Bundes und der Kurpfalz besiegt wurde, kapitulierten auch die Bürger von Bischofsheim, die künftig nur noch mit 6 anstelle 24 Beiräten an der Ortsherrschaft beteiligt waren. Allerdings führte er 1526 in Bischofsheim eine reformatorische, von der Stadt Basel übernommene Kirchenordnung ein. Er wurde zum Namenspatron des Alexanderschlosses in Bischofsheim. Mit seinem Sohn Alexander II. von Helmstadt zu Bischofsheim († 1558), der acht kinderlose Nachfahren hatte, erlosch dieser Familienzweig 1558 und wurde teils durch Hans und Jakob von Helmstatt aus dem Oberöwisheimer Ast, teils durch Philipp von Helmstatt zu Grumbach (1496–1563) aus dem Grumbacher Ast besetzt.

##### Grumbacher Ast
- Hans I. von Helmstatt (* 1366; † 21. oder 23. August 1422) führte die Bischofsheimer Hauptlinie fort. Er war Amtmann zu Lauterburg und erhielt 1404 auch ein Achtel an Burg Meistersel in der Pfalz. Er führte in Bischofsheim die „Bürgervertretung der Vierundzwanzig“ ein, ein 24-köpfiges Ratsgremium, das als Ursprung des dortigen Stadtrats angesehen werden kann. Hans I. unterstützte 1422 gemeinsam mit einem seiner Söhne den Reichserbkämmerer Konrad von Weinsberg bei der Ausübung seiner Herrschaft in Münzenberg, Falkenstein und Königstein. Er war seit 1392 verheiratet mit Guta Knebel von Katzenelnbogen (* 1371) und hatte sieben Kinder: Hans II. (1394–1471) (Grumbacher Ast), Reinhard (1400–1456), Eberhard († 1427), Weiprecht V. († 1466), Damian († 1466) (Dürrkasteler/Hinsinger Ast), Heinrich und Anna (1404–1466). Besondere Bedeutung erlangte Sohn Reinhard von Helmstatt (1400–1456) als Speyerer Bischof 1439 bis 1456. Er legte 1447 den Grundstein für die Liebfrauenkirche in Bruchsal.
- Damian von Helmstatt († 1466) hinterließ die Söhne Heinrich von Helmstatt († 1491) und Jakob von Helmstatt († 1522), außerdem die Töchter Mechthild und Clara. Damians Witwe Margarethe Hase von Dievelich hatte aus zweiter Ehe mit Heinrich von Ratsamshausen noch den Sohn Egenolf. Aus dem Erbe ihres um 1460 verstorbenen Vaters Heinrich Hase von Dievelich kam das Schloss Dürrkastel in Lothringen in den Besitz der drei Nachfahren Heinrich, Jakob und Egenolf, die den Dürrkasteler Ast der Familie begründeten. Heinrich und Jakob hatten außerdem Anteile naher Salinen. Heinrich pachtete auch ein Gut bei Dedeling
- Hans II. von Helmstatt († 1471) folgte seinem Vater Hans I. von 1427 bis 1447 als Amtmann von Lauterburg. Dort musste er im Auftrag des Speyerer Domstifts seinen Bruder Heinrich bis 1436 inhaftieren, da dieser Urfehde geschworen hatte, nachdem er von der Familie zu Gunsten des weiteren Bruders Reinhard aus dem Amt des Speyerer Dompropstes gedrängt worden war. Hans II. war verheiratet mit Anna Landschadin von Steinach. Er hatte mehrere Söhne u. a. Hans III., Martin, Ludwig und Ulrich (1419–1488).
- Ulrich von Helmstatt (1419–1488) wurde nach dem Tode Reinhards von Helmstatt 1456 als dessen Nachfolger in das Amt des Bischofs von Speyer gewählt, nahm die Wahl jedoch nicht an. Er selbst war Kanzler der Universität Heidelberg. Auch sein Bruder Nikolaus wird als Kanzler der Uni Heidelberg genannt.

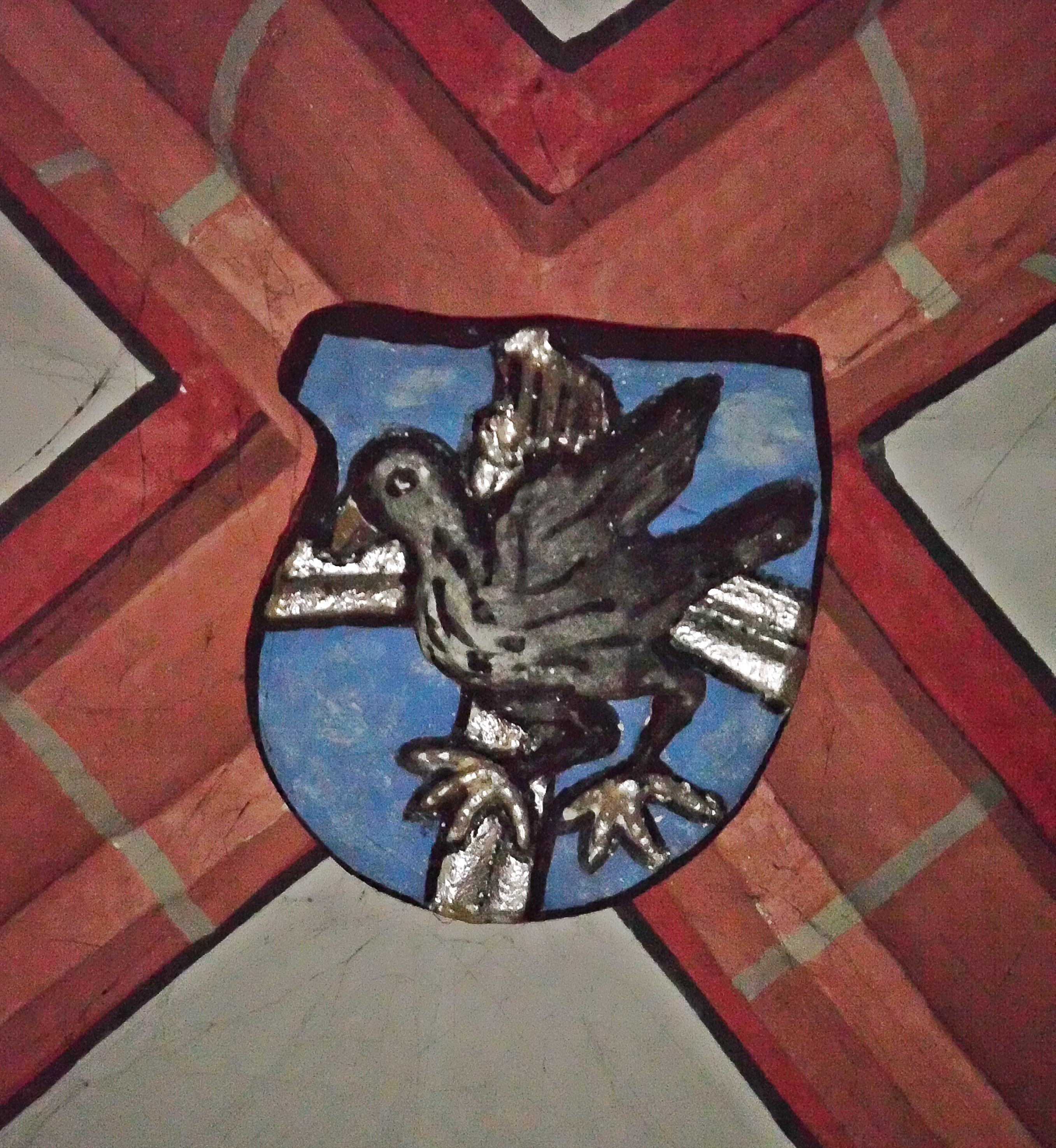
Pfarrkirche St. Ulrich (Deidesheim), Wappenschlussstein des Bischofs Ludwig von Helmstatt (Familienwappen auf Speyerer Bistumswappen aufgelegt)

- Ludwig von Helmstatt (ca. 1435–1504) war von 1478 bis 1504 Bischof von Speyer und damit der dritte Speyrer Bischof aus der Familie von Helmstatt. Seine Bischofsweihe erhielt er in Bruchsal, wo er auch als Bauherr der Liebfrauenkirche und Grundsteinleger des Schlosses genannt wird. In seiner Amtszeit kam es aus verschiedenen Gründen zu deutlichen Steuererhöhungen, während er gleichzeitig die Forst-, Weide- und Fischereirechte seiner Untertanen einschränkte. Der Unmut der Bauern in den Gemeinden des Hochstifts Speyer während Ludwig von Helmstatts Amtszeit wird mit zu den Ursachen für die späteren Gewaltausbrüche im Bauernkrieg 1525 gezählt. Des Bischofs Wirken war laut Neuer Deutscher Biographie „bestimmt durch Bemühungen um die religiös-sittliche Erneuerung des Weltklerus und seine Reformarbeit in den Klöstern der Diözese“. Der Humanist Jakob Wimpfeling lobte die  Gerechtigkeit und Frömmigkeit des Oberhirten in seinem Gedicht „De laudibus et ceremoniis ecclesie Spirensis“.
- Hans III. von Helmstatt zu Grumbach war 1465 bis 1485 Amtmann von Lauterburg. Er ließ sich in Grumbach (Grombach) nieder. 1481 wird er als Turnierreiter eines Ritterturniers in Heidelberg erwähnt. Sein Sohn E(be)rhard von Helmstatt († 1515) verkaufte 1498 Burg und Dorf Grombach an die Herren von Venningen und wurde 1503 ebenfalls Vogt in Lauterburg. Aus seiner Ehe mit Gisela von Rathsamhausen gingen drei Töchter und der Sohn Philipp von Helmstatt (1496–1563) hervor.

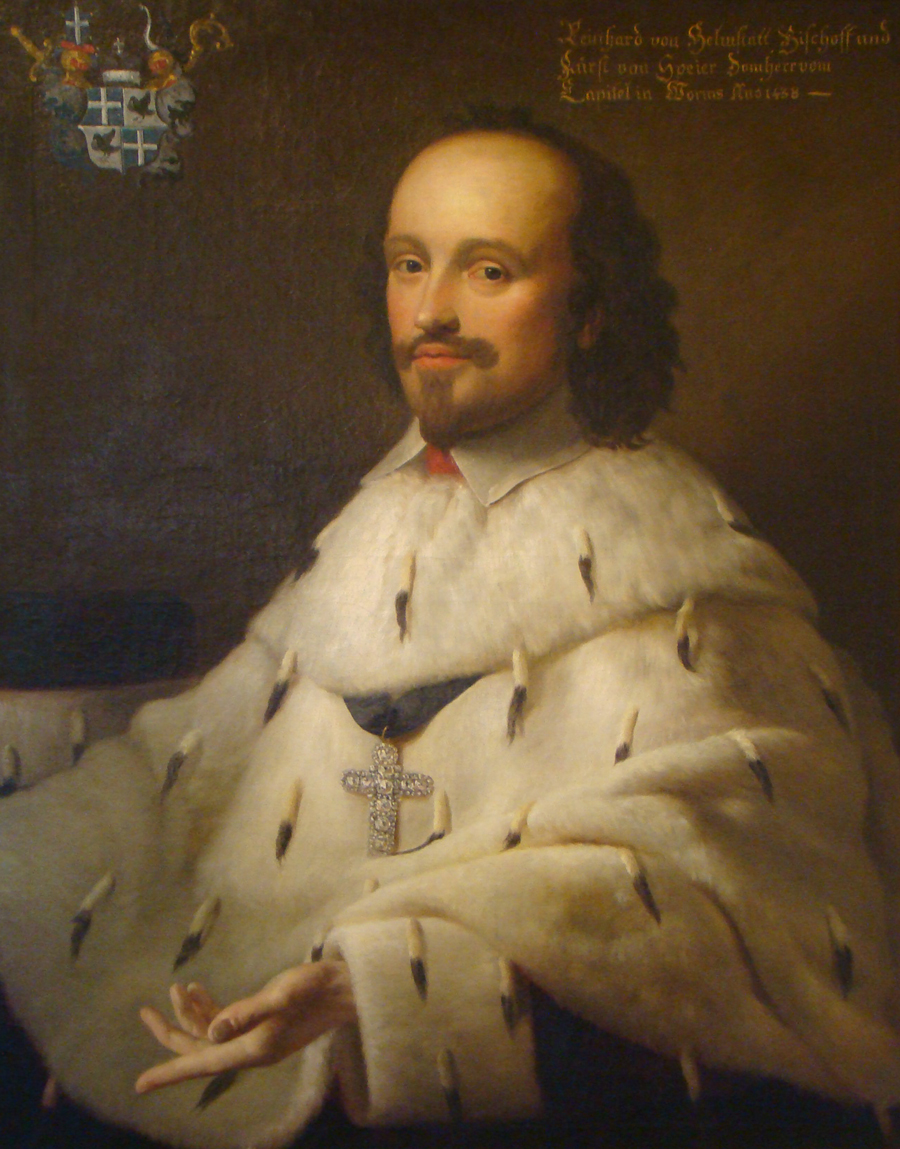
Reinhard von Helmstatt, Bischof von Speyer (1438–1456). Gemälde aus dem 19. Jahrhundert
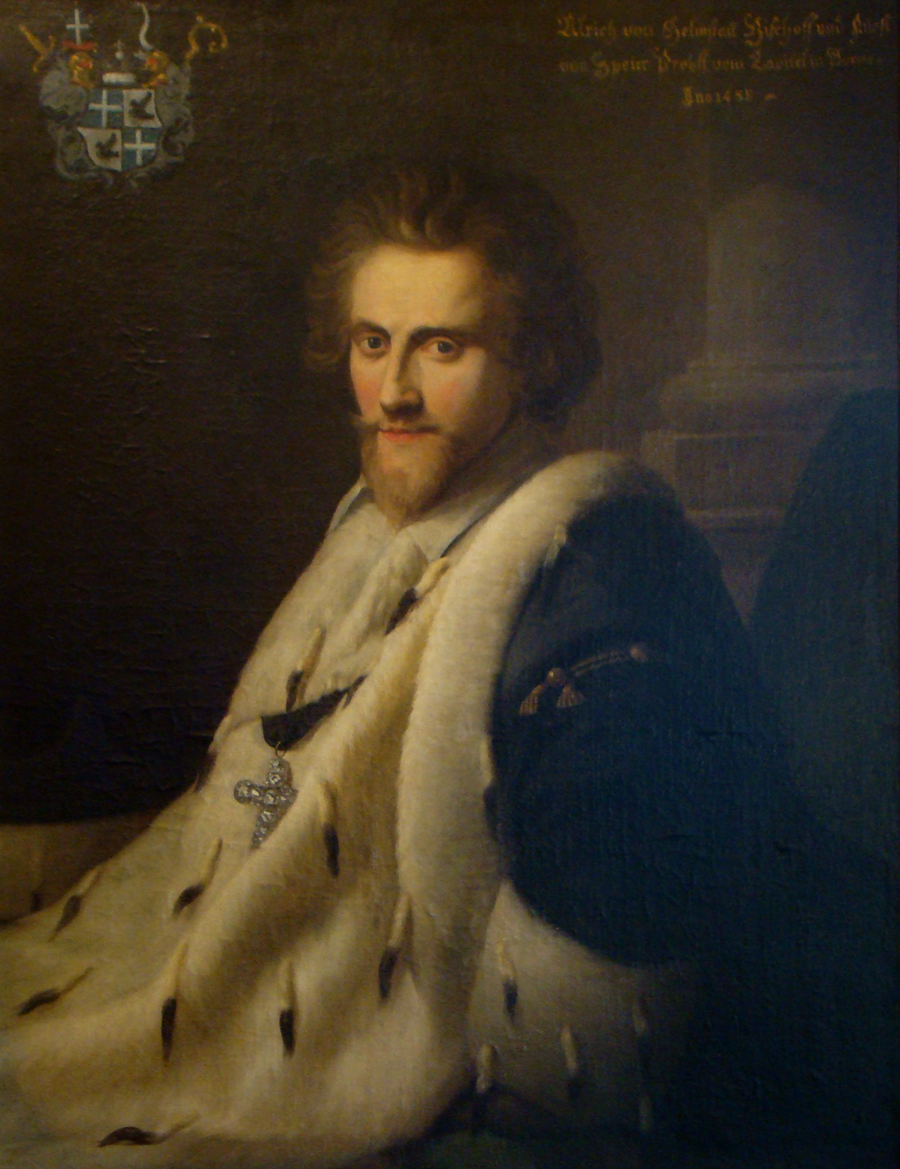
Ulrich von Helmstatt († 1488), Kanzler der Universität Heidelberg
Ludwig von Helmstatt, Bischof von Speyer (1478–1504). Gemälde aus dem 18. Jahrhundert

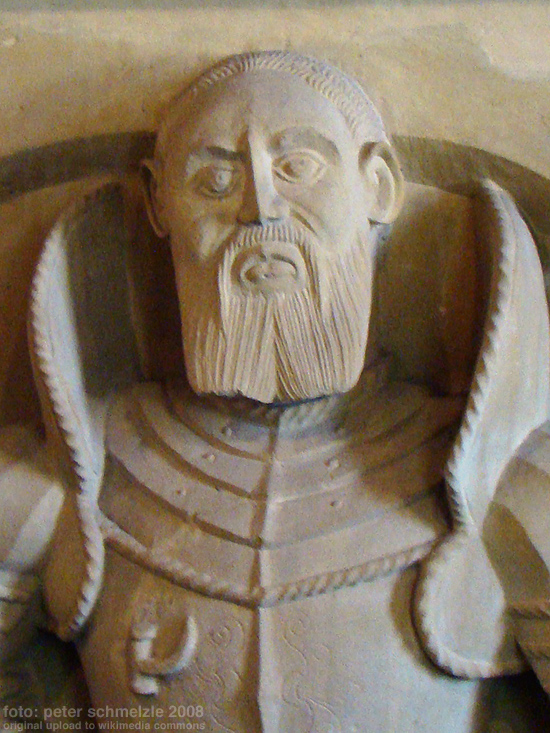
Philipp von Helmstatt (1496–1563), Detail des Epitaphs

- Philipp von Helmstatt (* 14. September 1496; † 12. Dezember 1563) aus dem Grumbacher Ast war Hofmeister bei Bischof Georg von Speyer (1486–1529), wurde aber aufgrund seines protestantischen Glaubens 1530 entlassen. Er trat danach in den Dienst von dessen Brüdern, der Kurfürsten Ludwig V. (1478–1544) und Friedrich II. (1482–1556). Philipp kämpfte im Schmalkaldischen Krieg auf protestantischer Seite und begleitete den Kurfürsten 1546 zur Aussöhnung mit Kaiser Karl V. nach Schwäbisch Hall. Durch seine Überarbeitung von Alexanders I. Kirchenneuordnung von 1525/26, die er 1560 erneuerte, führte er die Reformation formell in Bischofsheim, Hasselbach, Flinsbach und Berwangen durch. Unter Philipp traten die von Helmstatt auch der organisierten Ritterschaft bei. Bereits 1522 war er Franz von Sickingens Brüderlicher Vereinigung beigetreten. 1542 wurde er mit Bernhard Göler von Ravensburg, Wolf von Gemmingen und Reinhard von Sachsenheim von König Karl V. zum königlichen Kommissar ernannt. Dieser Kreis schloss sich 1547 dem Ritterkreis Schwaben an und bildete dort später den Ritterkanton Kraichgau, dessen 1561 bestätigten Satzungen Philipp ebenfalls noch beitrat. Auch die Gründung oder Erweiterung der Bischofsheimer Lateinschule geht auf ihn zurück. Er war in erster Ehe verheiratet mit Margarete von Neipperg (* 1500; † 28. April 1547) und hatte aus dieser Ehe zwei Töchter. Nach dem Tod seiner ersten Frau ging er noch zwei weitere, kinderlose Ehen ein. Mit seinem Tod erlosch der Grumbacher Ast der Familie. Seine Besitztümer gingen an seinen Enkel Johann Philipp von Helmstatt (1545–1594).

##### Dürrkasteler Ast
- Jakob von Helmstatt († 1522) wurde Kurpfälzischer Hofmeister und Rat des Bischofs Georg von Baden in Metz. Unter seinen Nachkommen mit Adelheid von Flersheim waren mindestens fünf Töchter, aber nur ein Sohn, Johann I. († 1500).
- Johann I. von Helmstatt († 1500),[4] verheiratet mit Gertrud von Pallant (von Felsberg), war ab 1473 auch Lehnsnehmer von Neufelsberg (Teufelsburg) bei Wallerfangen im Saarland und wurde 1485 vom Bischof in Metz mit einem Teil der Herrschaft Hingsingen belehnt, außerdem 1497 mit einem Teil von Schloss und Stadt Sarralbe. Johann I. hatte insgesamt 19 Kinder, seine Nachfolge trat der älteste Sohn Johann II. († 1540) an.
- Johann II. von Helmstatt († 7. Februar 1540 oder 1546) wählte Dürrkastel als dauernden Wohnsitz und erweiterte das Schloss. Außerdem erwarb er 1512 Rechte im Ort Bischdorff, 1519 Zehntrechte verschiedener Dörfer an der Saar sowie 1525 Anteile an der Saline von Dieuze. Johann II. war ab 1510 mit Elisabeth von Ingelheim († 1542) verheiratet und hatte insgesamt 19 Kinder, darunter Christoph (ca. 1530–1578), Philipp († 1559) und Johann († 1546). Nach verschiedenen Erbteilungen und Erbfolgen nach dem Tod kinderloser ältester Söhne, aber auch einer erheblichen Vergrößerung des Besitzes im Jahr 1544 erlebte Philipps († 1559) Sohn Johann III. von Helmstatt († 1591), der nur zwei Töchter hinterließ, zwischen 1581 und 1590 aus unbekannten Gründen einen wirtschaftlichen Niedergang. Sein Besitz wurde durch Übernahme der Schulden 1592 von der Bischofsheimer Linie übernommen und 1599 letztlich verkauft.
- Philipp Jakob von Helmstatt († 17. Dezember 1558 in Neufelsberg, begr. in der Augustinerkirche in Wallerfangen), zweiter Sohn Johanns I., Herr von Felsberg und Gilsbach, Ritter von Jerusalem, Bailli in Schambourg, 1526 Herr von Dagstuhl, war mit Margaretha von Handschuhsheim († 15. Mai 1555 Neufelsberg, begr. in der Augustinerkirche in Wallerfangen) verheiratet. Ihre gemeinsame Tochter Anna von Helmstatt von Felsberg war verheiratet mit Tiburtius Bechtolf von Flersheim (Baili in Lautern 1547, ab 1548 Herr von Felsberg).
- Johann von Helmstatt († nach 1545 und vor 1558), zweiter Sohn Johanns II., heiratete Philipp von Helmstatt zu Grumbachs Tochter Anna Gisela von Helmstatt. Johann und sein Schwiegervater Philipp erwarben 1545 gemeinsam von Alexander II. dessen Anteil am Steinerne Haus in Bischofsheim und ließen es bis 1550 zur Residenz umbauen, wovon bis heute die Helmstattschen und Neippergschen Wappen am Gebäude künden. Beide Paare wohnten dort, Johann von Helmstatt verstarb aber bereits um 1550 noch vor dem Schwiegervater. Nach dessen Tod 1563 bzw. nach dem Aussterben seines Astes im Mannesstamm fiel der Bischofsheimer Besitz zu unterschiedlichen Teilen an Johann und Anna Giselas Sohn Johann Philipp († 1594) und an Johanns Bruder Christoph von Helmstadt (ca. 1530–1578) zu Hingsingen, der Stiftsherr zu Speyer war.
- Christoph von Helmstatt, Herr zu Bischofsheim, Hingsingen und Durcastel (* um 1530; † 3. Dezember 1578) wurde noch minderjährig 1544 Stiftsherr in Speyer, 1570 Vogt in Bruchsal und 1571 Amtmann in Saargemünd. Er erbaute die Zehntscheune und das Rentamt in Bischofsheim. Er war ab 1562 verheiratet mit Veronica Landschadin von Steinach und starb kinderlos.

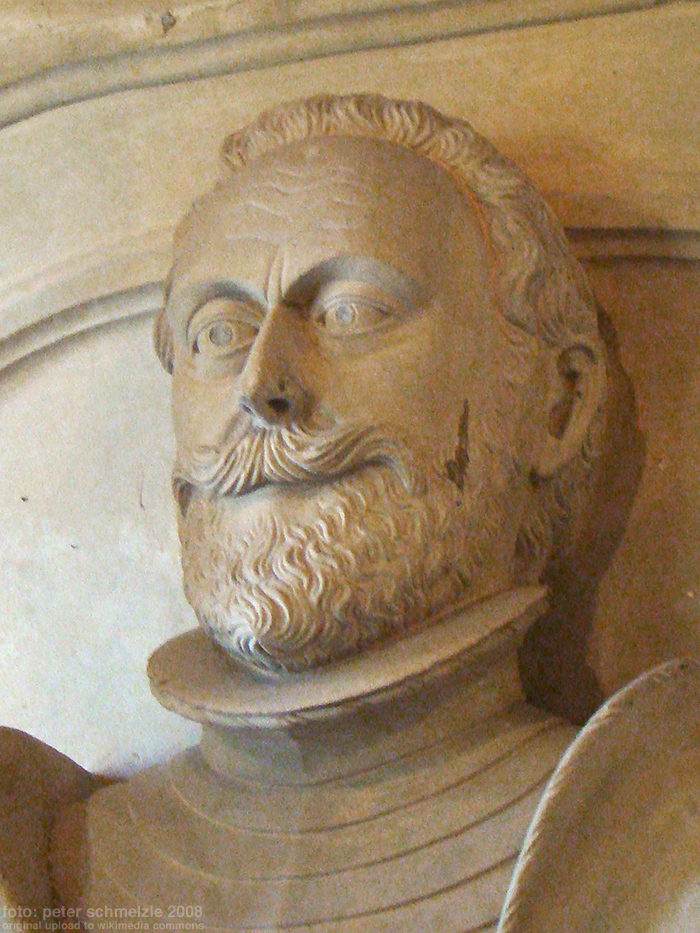
Johann Philipp von Helmstatt, Detail des Epitaphs

- Johann Philipp von Helmstatt zu Bischofsheim, Herr zu Durcastel und Hingsingen (1545–1594) erbte um 1550 die Besitztümer seines Vaters Johann, 1563 die Besitztümer seines Großvaters Philipp, 1578 die Bischofsheimer Anteile seines Onkels Christoph und 1592 weitere Besitztümer von dessen Neffen. Er bündelte daher eine so große Besitz- und Machtfülle auf sich, wie kein anderer von Helmstatt zuvor oder nach ihm. Auf ihn gehen mehrere Bauten in Bischofsheim zurück, darunter die Zehntscheuer, das Rentamt und das Prunktor am Schloss. Er war 1579–82 und 1592–94 Marschall der Kurpfalz. Obwohl seine Pfälzer Herren die Konfession mehrmals wechselten, blieb Johann Philipp ununterbrochen protestantisch gesinnt. Er war seit 1567 in erster Ehe verheiratet mit Agnes Landschadin von Steinach († 1580), in zweiter Ehe ab 1588 mit Dorothea Landschadin von Steinach († 1606). Johann Philipp hinterließ fünf Söhne: Johann Weiprecht, Bleickart, Valentin, Ludwig Carl und Philipp, unter denen die Besitztümer des Vaters bei dessen Tod 1594 aufgeteilt wurden und die bis auf den früher verstorbenen Johann Weiprecht alle im Verlauf des Dreißigjährigen Krieges starben. Johann Philipps Nachfahren veräußerten 1599 die letzten Besitztümer in Dürrkastel und ließen die Bischofsheimer Marienkapelle 1610 bis 1612 zur Stadtkirche St. Salvator ausbauen.
- Johann Weiprecht von Helmstatt († 1617), erster Sohn Johann Philipps, war Landvogt in Hochberg bei Emmendingen.

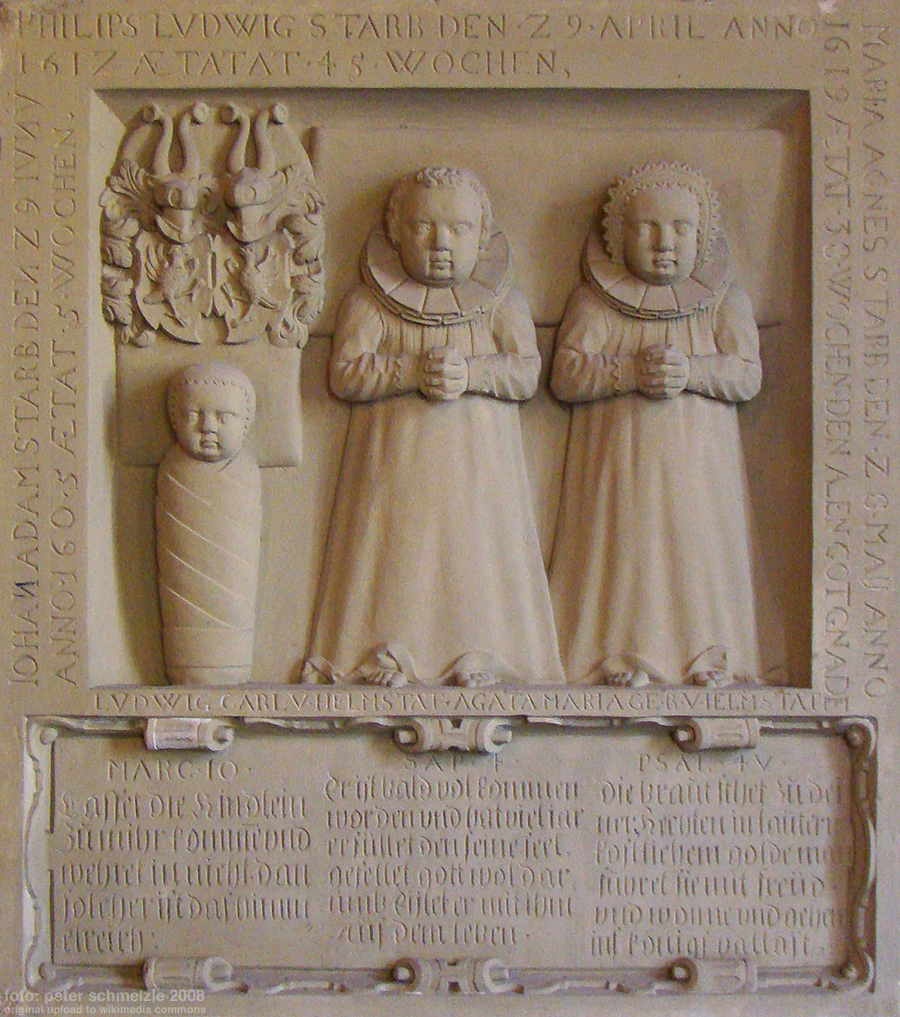
Epitaph für drei früh verstorbene Kinder der Helmstatt, 17. Jahrhundert

- Pleickhard von Helmstatt (1571–1636) begründete den Hingsinger Zweig des Dürkasteler Astes. Er folgte seinem Vater Johann Philipp als Marschall der Kurpfalz, wurde 1608 Stellvertreter des Kurfürsten Friedrich IV., wurde 1612 von Kaiser Mathias zum Ritter geschlagen und kämpfte in der Schlacht bei Wimpfen als Oberst des Markgrafen Georg Friedrich von Baden gegen die katholischen Truppen unter Tilly. Er war von 1633 bis zum Abzug der Schweden aus dem Neckartal 1634 Herr über Rothenberg, das er als schwedische Kriegsbeute erhalten hatte. Er war bis 1604 mit Walpurga von Neipperg († 16. März 1604) und anschließend erneut verheiratet.
- Ludwig Carl von Helmstatt (1578–1632) war Ritterrat. Er war in erster Ehe mit Agatha Marie von Helmstatt († 1619) aus dem Waibstadter Familienzweig verheiratet, mit der er drei früh verstorbene Kinder hatte: Johann Adam († 1605), Philipp Ludwig († 1617) und Maria Agnes († 1619), nach deren Geburt die Mutter verstarb. In zweiter Ehe war er mit Anna Wilhelma von Eltz verheiratet, wobei aus dieser Ehe auch zwei früh verstorbene Kinder entsprangen: Anna Felicitas († 1630) und Johann Carl († 1631). Ludwig Carl flüchtete vor den Kriegswirren und verstarb dabei in Gemmingen 1632.
- Valentin von Helmstatt (1578–1637) setzte die Linie in Bischofsheim mit dem Neuen Bischofsheimer Zweig fort, flüchtete jedoch nach Ausbruch des Dreißigjährigen Krieges nach Landau, wo er auch verstarb. Er war seit 1598 mit Helena Maria von Massenbach († 1625) verheiratet und war kurpfälzischer Rat und Hofmeister zu Kaiserslautern. Sein Sohn Carl Friedrich von Helmstatt (1609–1651) war herzoglich württembergischer Hofmeister und heiratete Sabina von Hagen zu Hageneck. Deren Sohn Carl Valentin von Helmstatt (1647–1702) war kurpfälzischer Kämmerer und Ritterrat des Ritterkanton Kraichgau, er war mit Maria Ernestina von Venningen (1649–1698) verheiratet. Deren Sohn war Wolfgang Heinrich von Helmstatt (1681–1720), der mit Juliana Charlotta Tritschler von Falkenstein (1690–1761) verheiratet und herzoglich württembergischer Hauptmann im Louis'schen Dragonerregiment war. Mit seinem jüngeren Sohn Carl Christoph von Helmstatt starb der protestantische Neue Bischofsheimer Zweig des Dürrkasteler Astes aus. Das Erbe ging an Franz Ludwig von Helmstatt (1752–1841) aus dem katholischen Oberöwisheim-Hochhausener Ast, der 1773 von dem kinderlosen Bleickart Maximilian Augustin von Helmstatt (1728–1802) vom Lothringer Zweig adoptiert worden war.
- Philipp von Helmstatt († 1633) war mit Maria Magdalena von Helmstatt zu Helmstadt verheiratet, die 1611 die Stifterin der Alabasterkanzel in der Bischofsheimer Stadtkirche war. Philipp starb in Saarbrücken.

##### Oberöwisheim-Hochhausener Ast

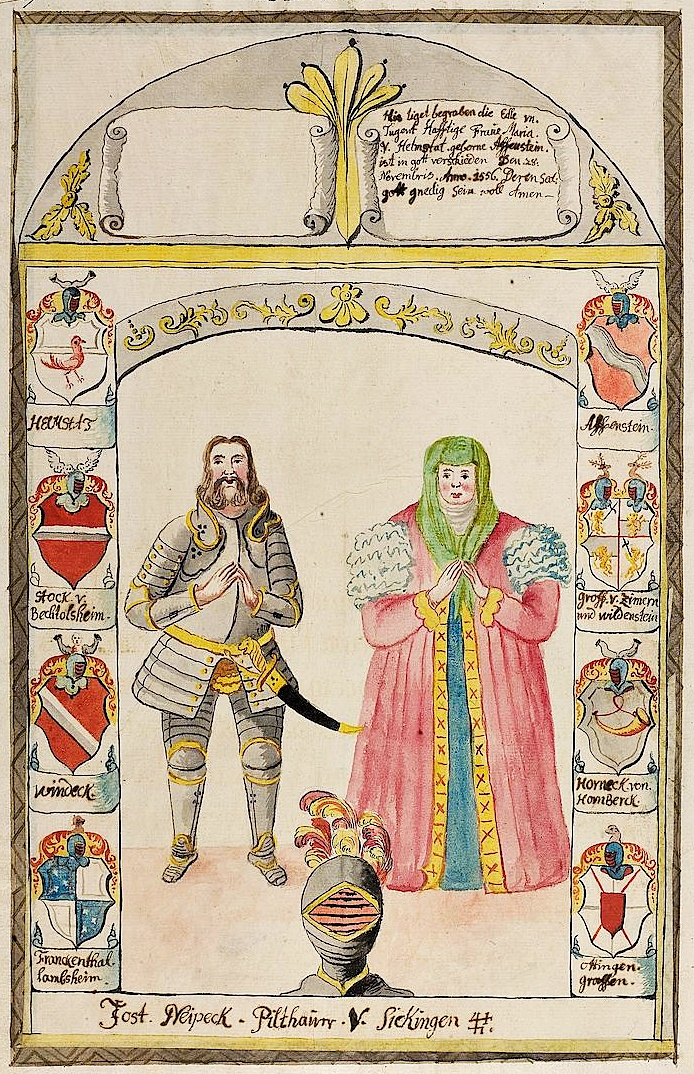
Epitaph des Jakob von Helmstatt; Zeichnung im Thesaurus Palatinus, um 1750 (Wappenfarben teilweise falsch)

- Weiprecht IV. von Helmstatt († 24. August 1445), war 1430 bis 1433 Vogt zu Heidelberg und Herr von Bischofsheim und Flinsbach, erwarb 1431 ein Viertel des Lehens an Neuenstadt am Kocher, ein Viertel von Gochsen, Steinsfeld mit der Burg, Cleversulzbach, und Dahenfeld samt dem Burgstadel. Er war in erster Ehe mit Magdalena Hiltmarin († 1429) und in zweiter Ehe mit Anna von Hirschhorn († 21. April 1442) verheiratet und hatte einen Sohn Georg von Helmstatt († 1468). Dessen Sohn war Christoph von Helmstatt († 1536) und seine Söhne waren Johann von Helmstatt († 3. September 1573), sowie der kurpfälzische Amtmann Jakob von Helmstatt († nach 1560), dessen qualitativer Renaissance-Epitaph aus Lambsheim sich heute im Historischen Museum der Pfalz zu Speyer befindet.

- Der Oberöwisheimer Ast kam 1624 durch Erbe in den Besitz der Tiefburg in Handschuhsheim. Trotz einiger Besitzstreitigkeiten gelang es Friedrich Lorenz von Helmstatt (1596–1661) und seinem Sohn Johann Ulrich von Helmstatt († 1689) den Besitz zu wahren. Johann Ulrichs Sohn Georg Adam von Helmstatt (1676–1741) errichtete bei der zerstörten Tiefburg das Helmstätter Herrenhaus.
- Damian Hugo von Helmstatt (1719–1782) und Johann Ferdinand Josef von Helmstatt (* 17. Juni 1727; † 7. September 1803), zwei Söhne Georg Adams, erwarben ab 1743 gemeinsam von den Herren Horneck von Hornberg die Orte Haßmersheim und Hochhausen. Die letzten Anteile an Hochhausen erwarben die Helmstatt 1751 im Tausch gegen den teilweise schwer baufälligen oder beschädigten Helmstatter Besitz in Oberöwisheim. Im Jahr 1770 bauten die Helmstatt das Schloss in Hochhausen auf den Überresten einer früheren Burg.

Damian Hugo von Helmstatt (1719–1782)
Maria Johanna von Helmstatt (1757–1806), Tochter von Damian Hugo und Stiftsdame zu Edelstetten
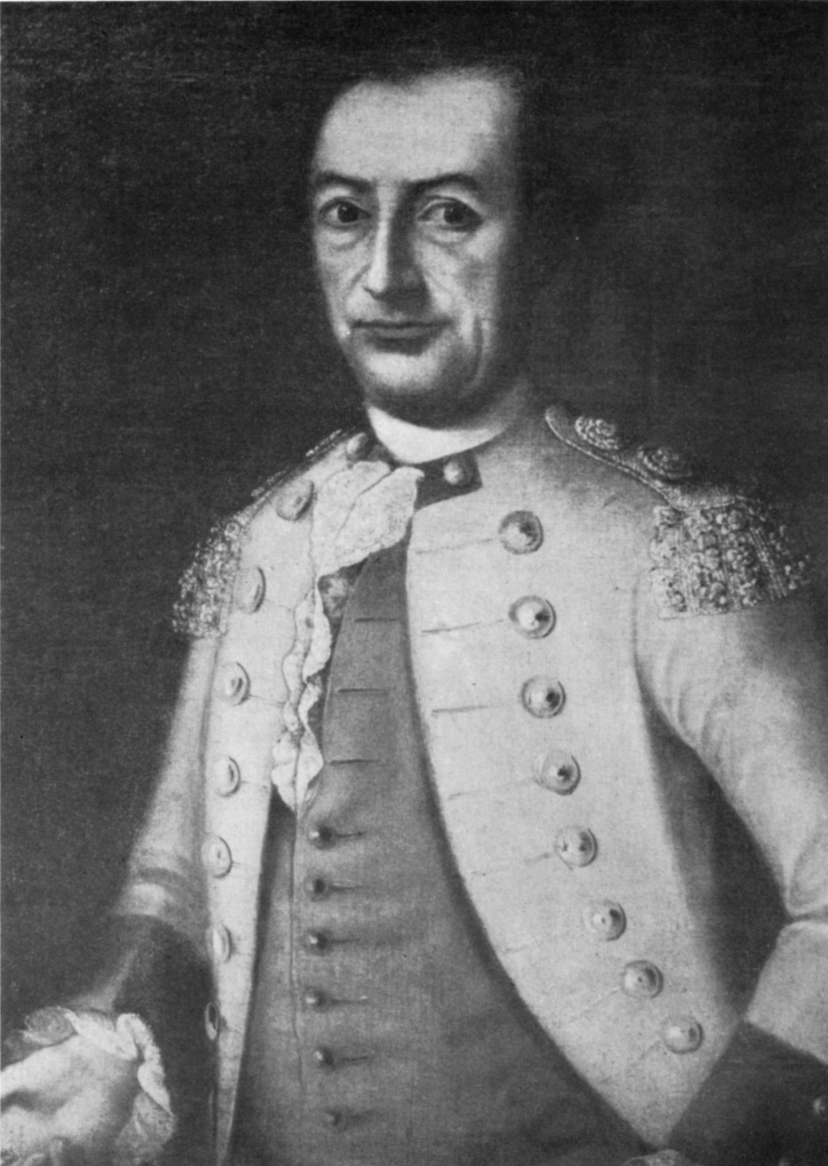
Ferdinand Josef von Helmstatt (1727–1803)

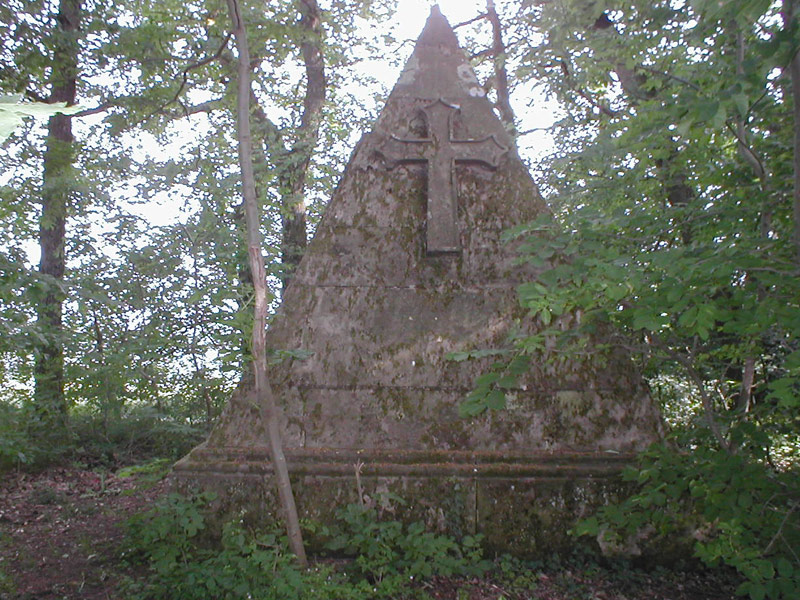
Grabpyramide von Franz Ludwig von Helmstatt

- Franz Ludwig von Helmstatt (* 1752 in Hochhausen, † 1841), der Sohn von Damian Hugo und Isabella von Knöringen, trat früh als Page bei Marie-Antoinette in französische Dienste. Bereits 1771 hatte er ein Kapitänspatent und stieg später bis zum Maréchal de camp auf. 1773 wurde er von dem kinderlosen Bleickart Maximilian Augustin, der den Mörchinger Grafentitel besaß, adoptiert und zu dessen Erben eingesetzt. Ab 1774 war er mit Prinzessin Caroline de Broglie (1754–1795) verheiratet und erhielt anlässlich der Hochzeit die Titel seines Adoptivvaters, darunter den „Comte de Morhange“ (Graf von Mörchingen), wodurch die Oberöwisheimer Zweig in den Besitz des Grafentitels kam. Bei Ausbruch der Revolution 1789 mussten Franz Ludwig und Pleickart Maximilian Augustin aus Frankreich flüchten. Nach dem Tod Pleickard Maximilians erbte Franz Ludwig die Durcastler und Hingsinger Besitztümer, wobei die lothringischen Güter vom französischen Staat vorübergehend konfisziert worden waren. Mit seinem lothringischen Adelstitel war er den deutschen Verwandten überlegen, die ihre Reichsunmittelbarkeit 1806 eingebüßt hatten. Aufgrund seines katholischen Glaubens musste er bei Antritt des Erbes in Hochhausen, wo er 1815 eine katholische Kapelle errichten ließ, den protestantischen Bürgern Religionsfreiheit garantieren. Mit dem in Hochhausen geborenen Franz Ludwig wurde aus dem Oberöwisheimer Ast der Hochhausener Ast, der das gesamte Erbe der Familie antrat. 1829 ließ er in Bischofsheim nach Abriss des „Neuen Steinhauses“ an dessen Stelle das „Neue Schloss“ errichten. 1835 erwarb er außerdem das Wasserschloss in Eicholzheim. Bereits 1812 hatte er den Finkenhof bei Hochhausen erworben, wo er heute unter einer von seinen Enkeln 1844 errichteten, markanten Grabpyramide begraben liegt.
- August Raban von Helmstatt (* 25. November 1776 in Paris, † 6. Oktober 1842 in Hochhausen), der einzige Sohn von Franz Ludwig, war ab 1806 verheiratet mit Henriette von Cetto († 1848 in Paris). Seine Schuldenwirtschaft führte zum Verlust eines Großteils des väterlichen Besitzes in Lothringen. Er trat im Alter von 65 Jahren das Erbe des hochbetagten Vaters an, den er nur um ein Jahr überlebte, und hatte zwei Söhne, die Grafen Karl (1807–1868) und Maximilian (1810–1893), die nach dem raschen Tod des Vaters die Besitztümer wieder in eine Bischofsheimer Linie und eine Hochhauser Linie aufteilten.
- Karl Ludwig von Helmstatt zu Hochhausen (* 1807 in Paris, † 1868 in Müllheim) war bayerischer Regierungsrat und starb kinderlos, so dass der Besitz wieder auf seinen Bruder zurückfiel.

- Maximilian von Helmstatt (* 29. Mai 1810 in Paris; † 23. Dezember 1893 in Neckarbischofsheim) war königlich französischer Rittmeister und rekonstruierte 1890 die Pläne des Bischofsheimer Alexanderschlosses, in dem er bis zu seinem Tod wohnte. Er hatte drei Kinder: Henriette (1843–1892), Raban (1844–1932) und Viktor (1851–1935).
- Viktor von Helmstatt (* 22. September 1851; † 26. August 1935) bewirtschaftet zunächst das Freiadlige Gut in Handschuhsheim, zog dann aber nach dem Tod der Mutter 1905 nach Neckarbischofsheim. Er war seit 1877 mit Maria Gräfin von Strachwitz (1858–1944) verheiratet. Mit seinem Tod 1935 erlosch die Bischofsheimer Linie, da von seinen sechs Kindern (zwei Söhne, vier Töchter) nur zwei Töchter den Vater überlebten und die Söhne kinderlos verstorben waren.
- Raban von Helmstatt (* 21. Dezember 1844 in Neckarbischofsheim, † 24. November 1932 in Hochhausen) veranlasste in den Jahren 1911 bis 1913 eine Sanierung der Handschuhsheimer Tiefburg. Er war verheiratet mit Gabriele von Falckenstein (1853–1927), mit der er sechs Kinder hatte. Der älteste Sohn Bleickard von Helmstatt (1871–1952) war mit Klara von Bodman (1885–1967) verheiratet und verkaufte 1950 als letzten Handschuhsheimer Besitz die Tiefburg an die Stadt Heidelberg. Weitere Nachfahren waren Franz von Helmstatt (1874–1956), Ludwig von Helmstatt (* 5. Oktober 1876; † 29. August 1915 in Dywin, Russland) sowie die drei Töchter Auguste (1873–1962), Hildegard (1880–1968) und Gertrud (1884–1963).

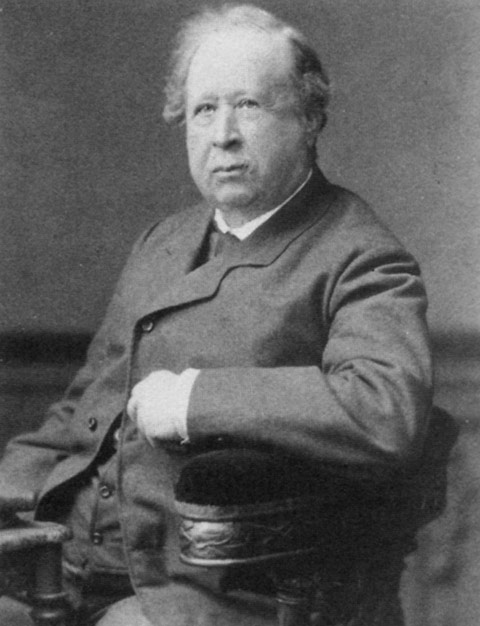
Maximilian von Helmstatt (1810–1893)
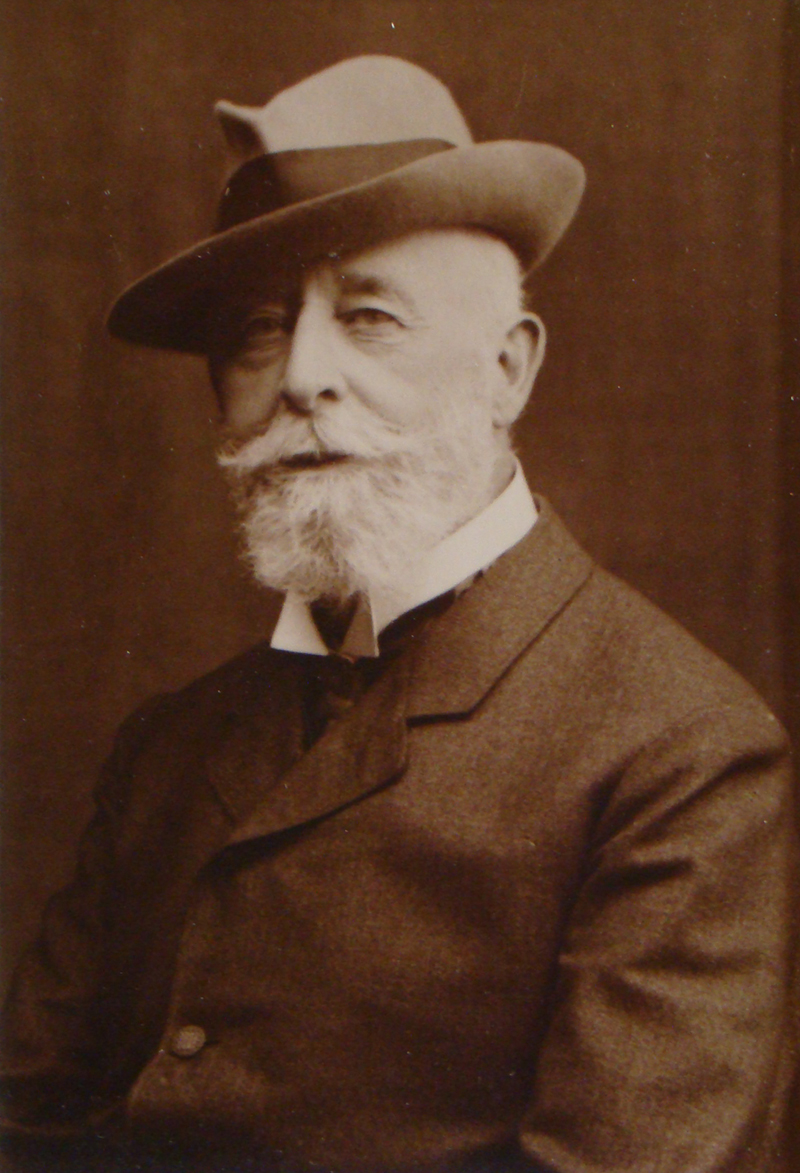
Viktor von Helmstatt (1851–1935)
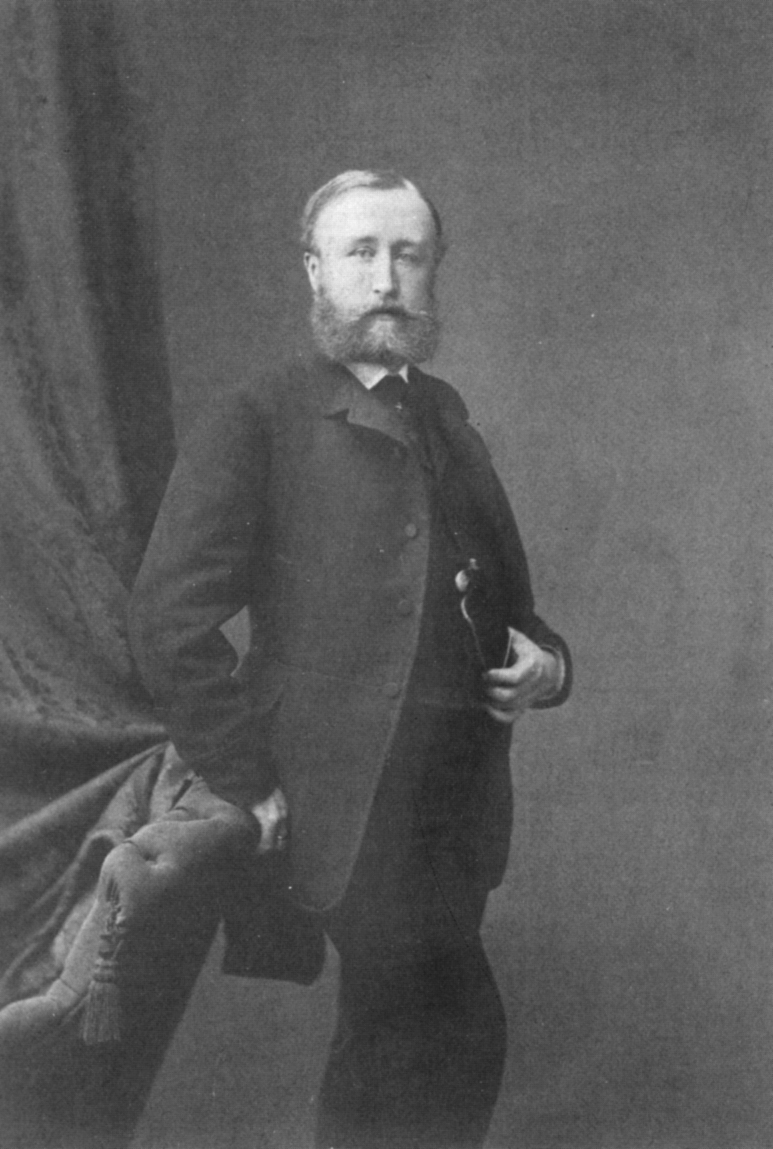
Raban von Helmstatt (1844–1932)

Die letzte gebürtige von Helmstatt, eine Tochter von Viktor von Helmstatt, ist 1966 verstorben. Der greise Bleickard von Helmstatt (1871–1952) hat einen Enkelsohn einer seiner Schwestern adoptiert, so dass der Name von Helmstatt heute im Schloss Hochhausen fortlebt, wo Nachfahren ein dem Bad Rappenauer Kurbetrieb angeschlossenes Kurhotel betreiben.

### Linie Rappenau
- Raban der Ältere von Helmstatt († vor 1311) war Begründer der Linie Rappenau. Sein Nachfahre Konrad II. von Helmstatt (* 1312) darf 1343 mit dem Segen des Bischofs von Worms die Filialkapelle Rappenau der Pfarrkirche Wimpfen als eigene Pfarrkirche ausstatten.

### Linie Helmstadt

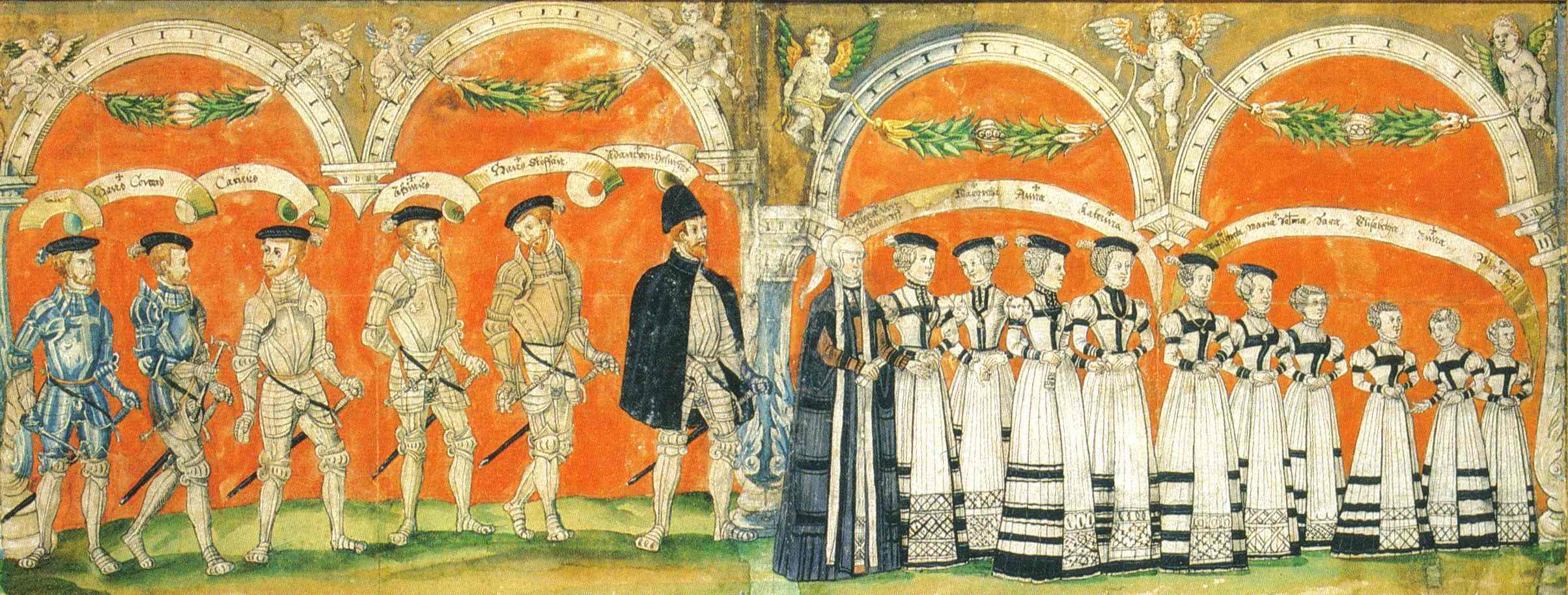
Adam von Helmstatt zu Helmstadt, mit Frau Helena, geb. von Seckendorf und Kindern 1572

- Gerungus († 1307) war Schlossherr in Helmstadt und verheiratet mit Gertrud von Zwingenberg († 8. Februar 1306). Sie hatten zwei Söhne: Gerungus II. und Wilhelm von Helmstatt († nach 1341). Die Nachkommen Gerungs behielten ihren Stammsitz in Helmstadt und bildeten die Linie Helmstatt zu Helmstadt, die als Helmzier einen gekrönten Rabenhals hatte.
- Gerungus II. von Helmstatt († nach 1365) war Mitte des 14. Jahrhunderts für einige Jahre Herr auf dem Vorgängerbau von Schloss Neuburg bei Obrigheim. Er war verheiratet mit Else von Frauenberg, sein Sohn Gerungus IV. von Helmstatt († nach 1364) war ebenfalls mit einer von Frauenberg verheiratet.
- Johann Conrad von Helmstatt zu Helmstadt, († 1677) seit 1621 mit Agnes Maria von Ehrenberg († 1665) verheiratet, erwarb 1637 die früheren Besitztümer der Herren von Ehrenberg in und um Heinsheim im Tausch gegen am Main gelegene Güter. 1660 erwarb er außerdem einen Anteil an Altwiesloch, den er 1664 vergeblich gegen einen Anteil am Städtchen Aub tauschen wollte.[5] Sein Sohn Wolf Adam von Helmstatt zu Helmstadt († 28. Mai 1694) galt als schwachsinnig und soll verarmt in Heinsheim gelebt haben. Er blieb kinderlos. Als letzter Nachkomme von Gerungus von Helmstatt († 1307) starb mit ihm die Linie der Helmstatt zu Helmstadt aus. Kaiser Leopold I. vergab den Ort als Lehen an Johann Philipp von Berlichingen-Rossach (1637–1711), der seit 27. April 1663 mit Wolf Adams Schwester Maria Magdalena von Helmstatt zu Helmstatt verheiratet war.

### Linie Steinach
- Konrad I. von Helmstatt (* 1278; † 1335) wurde in den Ritterstand erhoben und war ab 1326 Wormser Lehnsherr auf der Mittelburg bei Neckarsteinach, wo ihm sein Sohn Luzzo von Helmstatt (* vor 1316, † nach 1347), der Schwiegersohn von Boppo von Steinach, folgte. Luzzos ebenfalls Boppo genannter Sohn konnte den Wormser Teil und den allodialen Teil der Burg 1382 auf sich vereinen, starb jedoch 1396 ohne Nachkommen.

## Stammliste
Die Stammliste zeigt im Wesentlichen die Entwicklung der von Raban dem Jüngeren († 1344) begründeten Linie Bischofsheim, ausgehend von Dieter dem Älteren, dem Stammvater aller vier Familienlinien.
1. Heinrich (erw. 1229)
2. Dieter d. Ä. (erw. 1258–1291), Neffe von Heinrich, 6 Söhne, evtl. 2 Ehen
  1. Dieter (erw. 1271–1299), Propst in Wimpfen
  2. Raban d. Ä. († vor 1311), Linie Rappenau
    1. Raban (erw. 1344)
    2. Conrad (erw. 1345)
    3. Hans (erw. 1316)
      1. […] (ausgestorben 1628)

  3. Conrad (erw. 1296), Linie Steinach
    1. Luzzo (erw. 1326)
      1. Boppo († 1396), kinderlos

  4. Gerung I. († 1307) ⚭ Gertrud von Zwingenberg, Linie Helmstadt
    1. Wilhelm (erw. 1324)
    2. Dieter
    3. Gerung (erw. 1310–1356)
      1. […] (ausgestorben 1694 mit Wolf Adam)

  5. Dieter (erw. 1294–1296)
  6. Raban I. (d. J.) († 1344), Linie Bischofsheim
    1. Dieter († 14. Juni 1344)
    2. Isengard ⚭ Simon von Berlichingen
    3. Raban II. († 11. März 1344) ⚭ Adelheid Rüdt von Collenberg, 2 Söhne, 2 Töchter
      1. Raban III. († 11. März 1393) ⚭ Anna Adelheid von Ehrenberg, Agnes von Müllenheim, Linie Bischofsheim Stamm Raban
        1. Weiprecht
        2. Heinrich (erw. 1381–1432) ⚭ Elisabeth von Wolmarshausen
          1. Raban (erw. 1439–1476) ⚭ Margarethe von Enslingen
            1. Friedrich (erw. 1479) ⚭ Walpurga, kinderlos
            2. Ulrich (erw. 1465)
            3. Conrad (erw. 1480–1514) ⚭ Lena von Morsheim, Magdalena von Merstein († 1496), 5 Söhne, 3 Töchter
              1. Hieronymus († 1532) ⚭ Catharina Ries von Sulzbach, 3 Söhne, 1 Tochter
                1. Hans Heinrich (erw. 1544–1581) ⚭ Isolde von Wolfstein († 1559), Notburga von Bettendorf († 1592)
                2. Hans Philipp (erw. 1544)
                3. Adam (erw. 1544–1551)
                4. n.n. (Tochter)

              2. Conrad (erw. 1531–1551) ⚭ Kunigunde von Schweinberg, Claranna Greck von Kochendorf
              3. Georg Conrad ⚭ Notburga von Liebenstein, 1 Tochter
                1. Maria († 1592)[6] ⚭ Severin von Massenbach, Hans Philipp von Helmstatt

              4. Georg († 1574) ⚭ Anna von Massenbach († 1544), Dorothea von Schönau († 1573), 3 Söhne, 2 Töchter
                1. n.n. (Sohn)
                2. Raban ⚭ Barbara Marschall von Pappenheim, Magdalena von Venningen, Martha von Helmstatt, 8 jung gestorbene Kinder
                3. Heinrich († 1627) ⚭ Sara von Helmstatt (1542–1616)
                  1. Georg († 1619)

                4. n.n. (Tochter)
                5. n.n. (Tochter)

              5. Hans († 1572) ⚭ Susanne von Massenbach († 1562)
                1. Adam († 1589) ⚭ Agathe von Massenbach († 1604)
                  1. Maria Agatha († 1619) ⚭ Ludwig Carl von Helmstatt
                  2. Helena ⚭ Wilhelm von Venningen

              6. n.n. (Tochter)
              7. n.n. (Tochter)
              8. n.n. (Tochter)

        3. Raban († vor 1394)
        4. Hans
        5. Peter zu Fürfeld ⚭ n.n., Anna von Neuenstein († 1448), 3 Söhne
          1. Raban (erw. 1417–1449) ⚭ Margarethe von Venningen, Ottilie von Sickingen
          2. Reinhard ⚭ Anna von Vellberg († 1471), Anna Sturmfeder, 3 Söhne, 4 Töchter
            1. Peter († 1547)
            2. Sebastian (erw. 1495–1538) ⚭ Margaretha Speth
            3. Burkard († 1537)
            4. n.n. (Tochter)
            5. n.n. (Tochter)
            6. n.n. (Tochter)
            7. n.n. (Tochter)

          3. n.n. (Sohn)

        6. Reinhard
        7. n.n. (Sohn)

      2. Weiprecht I. (* 1343; † 5. Dezember 1408) ⚭ Anna von Neipperg, 7 Söhne, Linie Bischofsheim Stamm Weiprecht
        1. Reinhard d. Ä. († 1399) ⚭ Mia von Sickingen, 3 Söhne, 1 Tochter Bischofsheimer Ast
          1. Hans († 1476) ⚭ Elisabeth von Zeiskam, 6 Söhne, 1 Tochter
            1. Wilhelm († 1474)
            2. Reinhard († 1476)
            3. Martin d. J. († 1490) ⚭ Elisabeth von Weingarten, 1 Sohn, 5 Töchter
              1. Hans († 1494) ⚭ Ursula von Stein zu Reichenstein, 3 Söhne, 3 Töchter
                1. Martin (erw. 1494)
                2. Alexander I. († 1536) ⚭ Margarethe von Rosenberg, 1 Sohn, 2 Töchter
                  1. Anna († vor 1561) ⚭ Johann von Waldersdorf
                  2. Alexander II. († 1558) ⚭ n.n., 8 Söhne, 1 Tochter, alle kinderlos
                    1. Philipp
                    2. Georg
                    3. Cuno
                    4. Alexander
                    5. Hans Friedrich
                    6. Hans Wolf
                    7. Weiprecht (1554 Domherr zu Worms)
                    8. n.n.
                    9. Margret ⚭ n.n.

                  3. Felicitas ⚭ Reinhard von Schwalbach

                3. Johann († 1506)

            4. Hans (erw. 1469–1484), kinderlos
            5. Raban († 1477)
            6. Weiprecht der Scheele (erw. 1444–1454) ⚭ Erlate von Erligheim, Elisabeth von Neuhausen
              1. Weiprecht († vor 1528)
              2. Reinhard († 1525)

            7. n.n. (Tochter)

          2. Weiprecht III. (1392–1478) ⚭ Getze von Werberg († 1465), kinderlos
          3. Raban (erw. 1420–1431)
          4. n.n. (Tochter)

        2. Raban von Helmstatt († 1439), 60. Bischof von Speyer, Erzbischof von Trier
        3. Weiprecht II. (1369–1421) ⚭ Elisabeth von Handschuhsheim, 2 Töchter, 3 Söhne
          1. Weiprecht IV. († 1445) ⚭ Magdalena Hiltmarin († 1429), Anna von Hirschhorn († 1442), Oberöwisheimer Ast
            1. Conrad (erw. 1449–1477) ⚭ Elsa von Venningen, Else von Vellberg
              1. Hans (1464–1515) ⚭ Veronika Schenk von Stauffenberg, 2 Töchter

            2. Weiprecht VI.
              1. Weiprecht († 1533) kinderlos

            3. Philipp († vor 1457)
            4. Georg († 1457) ⚭ Catharina von Windeck, Simone Schenk von Winterstetten
              1. Christoph († 1536) ⚭ Margarethe Hofler von Kirnhofstatt, 1490 Barbara Stock von Bechtolsheim
                1. Jacob (erw. 1536–1547) ⚭ Maria von Affenstein († 1556)
                  1. Wolf Christoph
                  2. Christoph
                  3. Friedrich (erw. 1586) ⚭ Agatha Spiel von Kirweiler
                    1. (Friedrich) Lorenz (1591–1661) ⚭ Maria Anna von Wiltberg
                      1. Johann Ulrich († 1689) ⚭ Anna Maria von Gemmingen-Presteneck
                        1. Anton
                        2. Hans Ernst
                        3. Georg Adam Christoph (1676–1741) ⚭ Johanna Veronica von Liebenstein, 5 Söhne
                          1. n.n.
                          2. n.n.
                          3. Damian Hugo (1719–1782) ⚭ Maria Isabella von Knöringen, 5 Kinder
                            1. Franz Ludwig (1752–1841) ⚭ Caroline Amédé Salbigoton de Broglie, Grafentitel aus Adoption durch Pleickart Maximilien 1773
                              1. August Raban (1776–1842) ⚭ Henriette Freiin von Cetto (1788–1848), 2 Söhne
                                1. Karl August Ludwig Adrian (1807–1868) ⚭ Maria Anna von Seinsheim-Grünsbach (1813–1882), kinderlos
                                2. Maximilian Josef Maria (1810–1893) ⚭ Augustine Freiin von Leoprechting (1823–1905)
                                  1. Henriette (1843–1892) ⚭ Wilhelm von Cetto (1845–1919)
                                  2. Raban Karl Ludwig (1844–1932) ⚭ Gabriele von Falkenstein (1853–1927), 3 Söhne, 3 Töchter
                                    1. Bleickard Maximilian August (1871–1952) ⚭ Clara Freiin v. Bodman (1885–1967), adoptierte den Enkelsohn einer Schwester, über den die Familie fortbesteht
                                    2. Franz (1874–1956) ⚭ Paula Freiin von Lange
                                    3. Ludwig Wilhelm Maria (1876–1915) ⚭ Isabella von Tessedik
                                    4. Auguste Victoria Maria (1873–1962)
                                    5. Hildegard Francisca Notburga (1880–1968)
                                    6. Gertrud Elisabeth Maria (1884–1963)

                                  3. Viktor (1851–1935) ⚭ Maria Gräfin Strachwitz (1858–1944)
                                    1. Wiprecht Maximilian Theodor Maria (1878–1889)
                                    2. Dieter Franz Paul Maria (1890–1909)
                                    3. Auguste Friederike (1879–1955)
                                    4. Margarethe Henriette Maria (1880–1958)
                                    5. Elisabeth Gabriele Maria (1882–1961)
                                    6. Hedwig Anna Maria (1882–1966)

                            2. n.n.
                            3. n.n.
                            4. n.n.
                            5. n.n.

                          4. n.n.
                          5. Johann Ferdinand Josef (1727–1803), kinderlos

                        4. Karl Anton

                      2. Franz Casimir

                  4. Dietrich
                  5. Hans Philipp
                  6. Bartel ⚭ Margarethe von Thann, Amalia von Langenau
                    1. n.n. (Tochter)

                  7. Sebastian († 1563) ⚭ Barbara Hofwart von Kirchheim
                  8. Barbara ⚭ Andreas Buser von Ingelheim
                  9. Paul ⚭ Agatha Welsinger, Elisabeth Thumb von Neuenburg († 1606)
                    1. n.n. (Tochter)
                    2. Marquardt
                      1. Philipp Cuno († 1640) ⚭ Anna Barbara von Geisspitzheim († 1636), Anna Amalia Horneck von Weinheim

                2. Georg
                3. n.n. (Tochter)
                4. Anna ⚭ Wolf Eberhard von Sternenfels
                5. Johann († 3. September 1573) ⚭ Elgen Hofwart von Kirchheim, 1552 Magdalena von Weingarten
                  1. Philipp Christoph (1540–1569) ⚭ Agathe von Stamheim, kinderlos

              2. Catharina ⚭ Georg von Venningen
              3. Georg (erw. 1483–1487)

            5. Johann († 1487)

          2. Heinrich (Dompropst in Speyer)
          3. Raban († 1436) (Dompropst in Speyer)
          4. Gertrud ⚭ Hans Hofwarth von Kirchheim
          5. Anna († vor 1457) ⚭ Konrad von Frankenstein, Hans Nothafft

        4. n.n.
        5. n.n.
        6. Hans I. († 1422) ⚭ Guta von Katzenelnbogen, 7 Söhne, Grumbacher Ast und Durcastel/Hinsinger Ast
          1. Weiprecht († 1466) ⚭ Anna von Hirschhorn
            1. Catharina ⚭ Jörg von Rechberg

          2. Hans II. zu Grumbach († 1471) ⚭ Anna Landschad von Steinach, 1 oder 2 weitere Ehen, 5 Söhne, 3 Töchter
            1. Ulrich († 1488), Kanzler der Universität Heidelberg
            2. Hans III. zu Grumbach
              1. Hans (erw. 1468–1476)
              2. E(be)rhard († 1515) ⚭ Gisela von Ratsamshausen, Anna von Fleckenstein, 1 Sohn, 3 Töchter
                1. Philipp von Helmstatt (1496–1563) ⚭ Margarethe von Neipperg († 1547), Agnes verw. von Gemmingen († 1552/53), Agnes von Helmstatt
                  1. Anna Gisela ⚭ Johann von Helmstatt († um 1550)
                  2. Anna Elisabeth († 1590) ⚭ Hans Blicker Landschad von Steinach († 1583)

                2. n.n. (Tochter)
                3. n.n. (Tochter)
                4. n.n. (Tochter)

              3. n.n. (Tochter)

            3. Raban († 1461) ⚭ Margarethe von Ingelheim
            4. Nicolaus († 1480), Kanzler der Universität Heidelberg
            5. Ludwig von Helmstatt (ca. 1435–1504), 66. Bischof von Speyer

          3. n.n. (Sohn)
          4. n.n. (Sohn)
          5. Damian († 1442 oder 1466) ⚭ Margarete Hase von Dievelich, 4 Kinder, Durcasteler Ast
            1. Heinrich († 1491) ⚭ Johanna Von Ludres, 5 Söhne, 4 Töchter
              1. Damian († 1507) Chorbischof von Trier
              2. n.n. (Sohn)
              3. Friedrich († um 1509) ⚭ Helene von Gemmingen, kinderlos
              4. Eduard († 1509), kinderlos
              5. n.n. (Sohn)
              6. n.n. (Tochter)
              7. n.n. (Tochter)
              8. n.n. (Tochter)
              9. n.n. (Tochter)

            2. Jacob († 1522) ⚭ Gertrud von Pallant, Agnes von Eltz
              1. Johann II. († 1539, Erbteilung 1543) ⚭ Elisabeth von Ingelheim († 1542), 19 Kinder, davon 1543 noch 5 Söhne und 5 Töchter am Leben
                1. n.n. (Sohn, Mönch der Fürstabtei Murbach)
                2. Johann († um 1550) ⚭ Anna Gisela von Helmstatt
                  1. Johann Philipp von Helmstatt (1545–1594) ⚭ Agnes Landschad von Steinach († 1580), Dorothea Landschad († 1606)
                    1. Johann Weiprecht († 1617)
                    2. Pleickard I. (1571–1636) ⚭ Walpurga von Neipperg, Anna Margret von Liebenstein († 1639), 3 Söhne, 2 Töchter, Lothringer Zweig
                      1. Johann Friedrich
                      2. Pleickard II. ⚭ Eva Christina von Remchingen, Eleonore Henriette de Poitiers et de Wagneé
                        1. n.n. (Tochter aus 1. Ehe)
                        2. Francois-Pleikart de Helmstatt ⚭ Marie Josephe de Poitiers
                          1. Pleickart Maximilien Augustin de Helmstatt (1728–1802) ⚭ Louise de Hinsange († 1811), Grafentitel von Mörchingen, kinderlos, adoptierte Franz Ludwig von Helmstatt

                    3. Valentin (1578–1637) ⚭ Helena Maria von Massenbach (1598–1625), Neuer Bischofsheimer Zweig
                      1. Carl Friedrich (1609–1651) ⚭ Sabina von Hagen zu Hagenbeck (1615–1672)
                        1. Carl Valentin (1647–1702) ⚭ Maria Ernestina von Venningen (1649–1698)
                          1. Wolfgang Heinrich (1681–1720) ⚭ Juliana Charlotte Tritschler von Falkenstein (1690–1761)
                            1. Wolfgang Friedrich Eberhard (1711–1788) ⚭ Bernhardina Göler von Ravensburg, Josefa von Tettenborn († 1788)
                            2. Carl Christoph († 1795) ⚭ n.n., 8 früh verstorbene Kinder

                    4. Ludwig Carl (1578–1632) ⚭ Agatha Maria von Helmstatt († 1619), Anna Wilhelma von Eltz
                      1. Johann Adam († 1605), 5 Wochen alt
                      2. Philipp Ludwig († 1617), 45 Wochen alt
                      3. Maria Agnes († 1619), 38 Wochen alt
                      4. Anna Felicitas († 1630), Kindesalter
                      5. Johann Carl(in) († 1631), Kindesalter

                    5. Philipp († 1633)

                3. Philipp († 1559) ⚭ Helene von Hattstatt, 9 Kinder
                  1. Philipp Jacob II. († 1570) ⚭ Sophia von Hagen, kinderlos
                  2. Johann III. († 1592) ⚭ Magdalene von Elter
                    1. n.n. (Tochter)
                    2. n.n. (Tochter)

                  3. Christoph d. J. († 1581), kinderlos
                  4. Friedrich German († 1571)
                  5. Salome († 1591)
                  6. n.n.
                  7. n.n.
                  8. n.n.
                  9. n.n.

                4. Nikolaus († 1561), keine männl. Nachkommen
                5. Christoph (um 1530–1578) ⚭ Veronica Landschadin von Steinach, kinderlos
                6. Catharina
                7. Margarethe
                8. Ottilia ⚭ Christoph von Dahn
                9. Barbara
                10. Clara
                11. n.n.
                12. n.n.
                13. n.n.
                14. n.n.
                15. n.n.
                16. n.n.
                17. n.n.
                18. n.n.
                19. n.n.

              2. Anna († 1528) ⚭ Dieter Kämmerer von Worms gen. von Dalberg
              3. Philipp Jakob I. († 1558) ⚭ Margarethe von Handschuhsheim
                1. Anna ⚭ Tiburtius von Flersheim

            3. Mechthild
            4. Klara

          6. Reinhard von Helmstatt (1400–1456), 62. Bischof von Speyer
          7. Dieter
          8. n.n. (Tochter)

        7. Reinhard d. J. († 1404) ⚭ n.n., 1 Tochter
          1. n.n. (Tochter)

      3. n.n. (Tochter)
      4. n.n. (Tochter)